# 근대
근대(近代, late modern period)는 서양 역사상의 시대구분이다. 근세(early modern period) 다음이며, 현대 전이다. 근대의 시작에 대해서는 적지 않은 견해가 존재하지만, 일반적으로 산업혁명 이후인  18세기, 19세기부터라고 본다. 근대는 왕정이 끝나고 전개되는 시대인 만큼 개인 의식, 자본주의 및 시민사회의 성립이 특징이다. 즉 왕정사회를 극복한 근대사회는 개인을 존중하며, 정치적으로는 민주주의, 경제적으로는 자본주의의 모습을 가진다.
근대(late modern period)는 기준에 따라 다음을 가리킨다. 보수적 역사기록학에서는 17세기 이후의 특정한 변형생성적 근대 역사(modern history), 철학자 마샬 버먼(Marshall Berman)의 역사적 시대구분 체계에서 1900년부터 지금까지의 시대를 가리키고, 철학 및 예술에서 후기 모더니즘(late modernism), 예술사의 한 시대(1차세계대전 이후부터 지금까지), 후기근대성(late modernity), 유동하는 근대(liquid modernity), 또는 고도근대(high modernity), 특정한 사회학자들로부터 근대성의 가장 최근 단계로 규정됨(후기 20세기부터 현재까지)을 가리킨다.

## 17세기
17세기의 유럽 여러 국가는 절대주의적 전제정치 체제를 바탕으로 하는 중앙집권적 근대 국민국가를 건설함으로써 중세 봉건국가 체제로부터 벗어나는 데 성공하였다. 절대주의 체제란 서구의 중세 봉건 사회가 붕괴되기 시작한 이후부터 근대 시민 사회가 형성되기 전까지에 있었던 과도적 전제형의 정치체제를 의미한다. 이 시기에 있어서 가장 전형적인 절대주의 국가는 에스파냐를 비롯한 영국과 프랑스였다. 에스파냐는 펠리페 2세의 통치기에 발생한 네덜란드의 독립 전쟁을 계기로 국제적으로 위신이 실추되었고, 영국은 16세기의 튜더 왕조를 거쳐 왕권을 강화, 스튜어트 왕조의 제임스 1세에 이르러서는 유럽 여러 국가의 절대군주의 표본으로 군림하였다. 그가 제창한 왕권신수설(王權神授說)은 절대왕정을 뒷받침하는 정치 사상이었다. 한편 프랑스는 루이 14세를 맞아서 국왕의 권력이 견고해졌다. 총신(寵臣) 콜베르는 중상주의 정책을 강력하게 추진하였으며, 이로 인하여 왕립·국립의 특권인 매뉴팩처나 적극적 무역 정책이 전개되었다. 국왕은 또한 자신의 권력 유지와 강화를 위해 상비군이 필요하였고, 동시에 자신을 보좌하는 관료가 요청되었다. 이를 위해 국왕은 막대한 경비를 지출하였는데 그것을 충당하기 위해 새로운 조세제도를 채택했었다. 이와 같은 조세제도가 대내적으로 국왕의 재정을 해결하기 위한 한 가지 방안이었다고 하면 중상주의 정책은 대외적으로 이를 타개하기 위한 것이었다. 이 중상주의 정책은 전세기에 발견된 미국의 신대륙을 위시해서 아시아·아프리카 등과의 교역으로 인해 수행이 가능했던 것이다. 이리하여 식민지 개척을 위하여 영국은 1600년에, 네덜란드는 1602년에 각각 동인도회사를 설립하여 초기 자본주의를 육성하기 위한 소지를 닦아 나갔다. 영국은 이미 엘리자베스 여왕의 치세(治世)하에 국내의 산업과 무역의 보호를 위해 외국상인들의 국내 활동을 제한하고 영국상인에 한해서만 무역의 독점권을 부여했다. 당시 해외무역에 종사하던 상인들은 대다수가 신흥 상인들이었다. 그들은 시대의 조류와 정치정세의 변화에 재빨리 적응하면서 의회에까지 그들의 세력을 뻗쳤던 것이다.
국왕은 봉건 영주 및 왕의 영지(領地)를 수입원으로 삼았는데 점차 그 수입이 고정화됨에 따라 수입이 감소되고, 지출과의 균형에 차질이 생겼다. 독일이 주무대가 되었던 30년전쟁을 위시하여 에스파냐·영국·프랑스 사이에 개재했던 장기간의 군사적 대립과 반목은 군주들로 하여금 막대한 전비의 지출을 요하게 했으며, 군주들은 자신의 명예와 위력을 과시하기 위하여 전쟁을 되풀이하는 것이 당시의 상례인 것처럼 되었다. 여기에 군주들의 이성을 상실한 호화스런 사치생활이 가세하여 국정은 막다른 골목으로 나아갔다. 1560년부터 1660년까지 유럽은 대체로 이러한 위기적 상황에 놓여 있었던 것이다. 영국에서는 찰스 1세가 이 위기를 극복할 수가 없어 국내적으로 두 차례의 혁명을 치르게 되었다. 한편 이 시기에 유럽에서는 인간정신의 커다란 변화가 도래하였다. 영국의 로크는 삼권분립설을 제창하였고, 프랑스에서는 백과전서학파가 출현하여 당시의 전제정치를 비난, 사회적인 개혁을 부르짖었으며, 또한 몽테스키외의 《법의 정신》, 루소의 《사회계약론》 등은 이후 18세기 말 프랑스 혁명의 지도적 정신이 되었다.
중근동(中近東) 방면에는 쇠퇴일로에 있던 오스만 투르크 제국이 유럽 열강의 진출로 인해 결국 동구에서 후퇴하지 않을 수 없었다. 한때 사파비조(朝)는 배후에서 오스만 투르크를 위협, 아바스 1세 시대에는 메소포타미아까지 영토를 확장했으나 17세기 후반경에서부터 급격히 쇠망하기 시작했다. 인도의 무굴 제국은 악바르의 출현으로 이슬람교와 힌두교 사이에 한때 융합의 기운이 있기도 하였으나 17세기 후반기에 나타난 아우랑제브왕에 의하여 양 문명의 융합은 파괴되었다. 여기에 영국의 진출이 강력하게 진행되어 제국은 쇠운(衰運)의 길로 접어들었다. 동남아시아에 있어서는 명이 멸망하고 청이 중국을 지배하게 되었다. 청조의 번영기를 구축할 수 있었던 것은 강력한 8기제(八旗制)와 교묘한 중국 통치 정책에 있었다. 더구나 강희제(康熙帝)의 대판도 정복과 강력한 통치체제는 경제적 번영과 사회적 안정을 가져왔던 것이다. 이 시기에는 외국무역의 발전도 눈에 띄게 진행되었으며, 대량의 은 유입은 풍부한 재정기반을 형성했다. 또한 그리스도 선교사의 내조(來朝)에 의해서 근대 유럽 문화와 조우(遭遇)하게 된 중국문화는 하나의 새로운 국면을 맞이하게 되었다. 이리하여 청조는 1699년 영국과 정식으로 광둥무역을 하게 되었으며, 제정 러시아도 이 무렵 흑룡강을 사이에 두고 교역을 기도하다가 실패, 네르친스크 조약을 체결하는 등의 여건을 형성해 갔다.

### 유럽

#### 절대주의

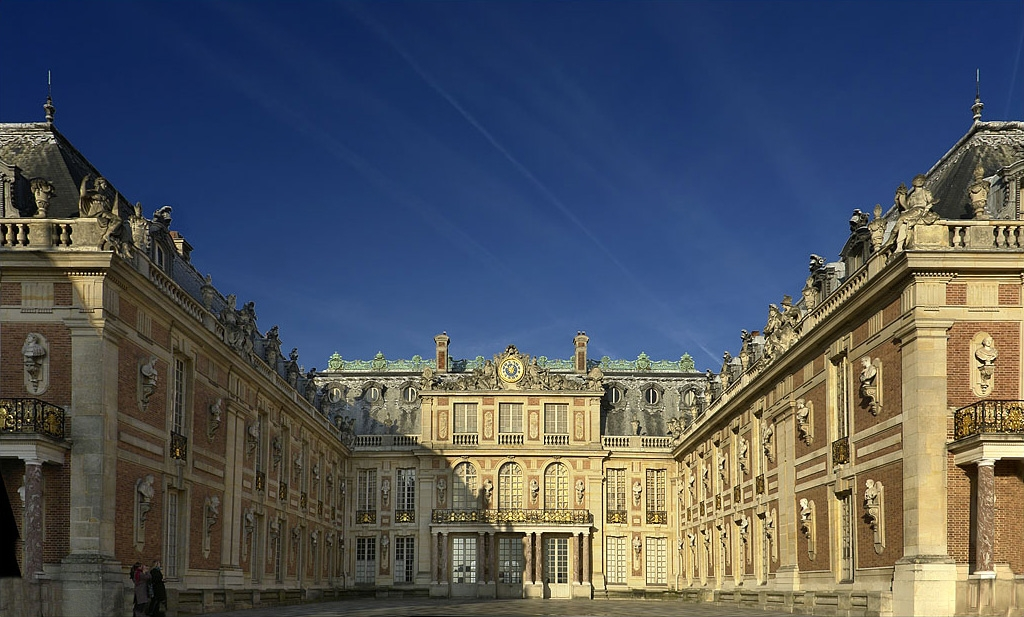
프랑스 앙시앵 레짐 시기 권력의 중심지, 베르사유 궁전

절대주의 시대에서는 봉건적 대토지 소유자인 영주의 세력이 점차로 쇠퇴해 가고 있어 농업이나 공업에서 소(小)부르주아적 생산자가 대두하고 있었다. 국왕은 봉건 영주의 약체화에 대응하여 그들이 소유하고 있던 농민 수탈의 여러 권리를 자기 수중에 집중화시키고 중앙집권적 체제를 구축하면서 국민적 통일국가의 실현을 꾀하고 있었다. 국왕은 자기 권력을 유지하고 강화하기 위하여 팽대(膨大)한 관료 기구와 국왕 직속의 상비군을 형성할 필요가 있었으며 그 비용은 왕의 광대한 영토로부터의 수입, 중앙 집권화된 지대(地代)로서의 지조(地租), 그 위에 신흥 시민계급인 상인·공업인에 부과한 세수입에 의하여 잘 처리되었다. 이처럼 절대주의의 재산적 기초는 여전히 봉건적 토지 소유 위에 한쪽 발판을 두면서 동시에 신흥 시민계급의 경제적 부에도 크게 의존하고 있었다. 더구나 왕의 영지에서의 수입이나 지조 수입(地租收入)이 고정화되어 옴에 따라 상공업자의 부력(富力)에 의존하는 정도가 한층 굳어지고 있었다. 경제발전은 궁정을 중심으로 한 국왕의 생활을 점점 사치스럽게 하고 여기에 더하여 국왕의 위세를 보이기 위해 되풀이되는 대외전쟁은 국가 재정을 핍박하게 하였다. 이러한 과정에 있어서 한때 국왕의 권력은 봉건적 세력에 의해서도 간섭되지 않고, 시민계급 또한 왕권을 통제할 정도의 실력을 가질 수 없었기 때문에 왕권은 전국민적 이해(利害)를 대표한 듯이 권력을 행사할 수 있었다.

##### 영국
영국에 절대주의가 성립한 것은 1485년 튜더 가의 헨리 7세에 의하여 영국이 통일된 이후의 일이다. 백년전쟁 및 그 후의 내란에 의하여 봉건적 대제후(大諸侯)는 쇠퇴하고 여기에 따라서 국왕의 권력은 한층 강화되었다. 헨리 7세는 정치적 통일을 완성한 후, 도량형(度量衡)을 제정하여 국내 통상의 편리를 도모하고 공업 노동자의 임금(賃金)이나 노동 시간을 규제하여 외국 무역의 촉진을 도모하는 등 국가 재정을 강화하는 일련의 정책을 추진하였다. 헨리 8세는 이들 정책을 기본적으로 계승하고, 다시 종교개혁을 단행하여 로마의 세력을 구축하고 수도원 재산 몰수에 의하여 재정의 강화를 꾀했다. 그리하여 절대주의는 엘리자베스 1세 시대에 최성기(最盛期)를 맞이했는데, 이 무렵부터 시민계급과의 사이에 대립이 생기기 시작했다. 제임스 1세 시대에는 왕권과 시민계급을 대표하는 의회의 대립이 격화하고 찰스 1세 때에는 이 대립이 폭발하기에 이르러 잉글랜드 내전이 일어났다.

##### 프랑스
프랑스의 절대주의는 백년전쟁 말기 샤를 7세(찰스 7세) 시대에서 시작되어 앙리 4세(헨리 4세) 시대에 그 기초가 확립되었다. 절대주의가 최성기를 이룬 것은 17세기 후반의 루이 14세 시대였다. 프랑스에 있어서는 영국과 달리 봉건적 세력의 해체는 극히 불분명하고 농노 해방은 철저하지 못하여 독립 자영농민의 광범한 형성은 보이지 않았다. 프랑스 농민의 대부분은 현물 지대(現物地代)와 각종 의무 부담이 부과된 절반 소작(折半小作)이었으며, 자본의 축적도 불충분하여 자유로운 공업의 전개는 늦어지고, 도매 상인에게 지배된 길드적 수공업이 강하게 뿌리박고 있었다. 중상주의 정책에 의한 국내 산업의 육성도 결국 왕립(王立)·국립(國立) 혹은 특권적 매뉴팩처를 조성하는 데 그쳤다. 프랑스에서의 귀족의 세력은 뿌리가 깊어, 고등법원을 중심으로 왕권에 도전하려 했으며, 특권의 회복을 기도하여 반란을 일으킨 일도 있었다. 앙리 4세 이래 이러한 귀족의 세력을 누르고 왕권의 강화와 국내 통일을 이루려는 시책이 역대 여러 왕에 의하여 실행되어 루이 14세 시대의 왕권은 비할 데 없이 강화되었다. 그러나 루이 14세에 의한 대외 전쟁은 재정의 궁핍을 초래하였고, 위그노의 추방은 프랑스의 경제적 발전을 극히 저해했다. 루이 15세 시대에 들어오면 점차 절대주의의 모순이 표면화되기에 이른다. 그리고 루이 16세 시대에는 이미 이러한 모순은 개선할 수 없는 것이 되어 프랑스 혁명을 맞이하게 된다.

#### 영국의 시민 혁명

##### 권리 청원
1625년에 즉위한 찰스 1세는 왕위를 계승한 이래 프랑스, 에스파냐와의 잦은 전쟁으로 그 비용을 강제 기부나 상납금 등에 의존하였다. 이러한 악정으로 국내의 불만이 고조되어, 하원의원 에드워드 코크 등이 중심이 되어 국왕에게 청원이라는 형식으로 국민의 자유를 보장하기 위한 권리 선언을 하기에 이르렀다. 특별세 승인을 필요로 한 찰스 1세는 마지못해 재가했으나, 1629년에 의회를 해산시키고 11년간 의회를 소집하지 않고 전제정치를 단행하여 청교도 혁명의 원인을 제공하였다.

##### 청교도 혁명
크롬웰은 《대간의서(大諫議書)》를 제출하고 국민에 대하여 의회의 정당성을 호소하려 했다. 찰스 1세는 의회를 탄압할 것을 결의하고 핌, 함프덴 등 5인의 의회 지도자를 반역죄로 고발, 그들을 체포하기 위하여 군대를 이끌고 의회를 습격하였으나 목적을 달성하지 못하였다. 찰스 1세가 의회를 습격한 이래 왕당파와 의회파의 대립은 결정적으로 뚜렷해지고 제각기 결전을 위하여 군대를 조직하기 시작하였다.
의회파는 크롬웰의 신형 군대의 활약에 의하여 네스비에서 왕당군을 격파하고 1646년 4월까지 전(全) 잉글랜드를 지배 아래 두었다. 왕은 스코틀랜드군에게 잡히고 영국 측에 인도되었다. 이 제1차 내전이 종료된 후, 의회 내부에서도 국왕과의 타협을 의도하는 장로파(Presbyterians)와 혁명을 철저하게 수행할 것을 부르짖는 독립파(Independents)의 대립이 생겼다. 장로파는 대(大) 부르주아지와 귀족을 중핵으로 하고 있어 입헌군주제 아래에서 자기 이익을 확충할 수 있다고 생각하고 있었다. 독립파는 하층의 병사나 하사관이 급료의 지불 지연이나 유족의 사회 보장 불충분에 불만을 품고 차차 수평파(Levellers)의 사상적 영향을 받기에 이르렀다. 하사관과 병사들은 군 간부를 부추겨서 국민의 군대를 해산시키려 했던 장로파와 대결할 것을 요구했다. 이 사이에 유폐되어 있던 국왕은 스코틀랜드와 연합하여 제2차 내전을 일으켰으나 즉시 진압되었고, 독립파는 의회에서 장로파를 추방하여 독재 체제를 만들어 1649년 왕의 처형과 왕제의 폐지를 결정하였다.
크롬웰은 왕을 처형한 후 수평파 디거스(Diggers)를 탄압하고, 제5왕국파 하리돈과 힘을 합쳐 지명의회(指命議會)를 조직하고 ‘성자의 정치’를 꾀했으나 곧 이 의회도 해산되자, 1653년 12월 《통치장전》을 수락하여 호국경의 지위에 올랐다. 그러나 1654년에 열린 의회는 군대와 충돌하여 다음 해 1월 해산하자, 크롬웰은 민병제를 개편하고, 군정장관에 의한 군사독재를 실행하게 되었다. 그러나 유산 계급은 왕정 복귀를 원하여 크롬웰을 왕위에 앉히고, 군대를 의회의 재정적 지배하에 둔다고 하는 탄원과 청원을 제출하였다. 크롬웰의 즉위는 실현되지 않았으나, 군정장관 등의 군인가족은 의석을 얻은 대가로 매수되었다. 《통치장전》이 효력을 발휘하기 전에 크롬웰은 죽고 그 아들 R. 크롬웰이 호국경이 되었으나, 그는 군대와 의회와의 대립을 누르지 못하였다.

##### 왕정 복고
1659년 군인 귀족들은 R. 크롬웰를 폐위시키고, 프랑스에 망명해 있던 찰스 2세는 몽크 장군의 실력에 의지하여, 1680년 브레다 선언 직후 귀국하여 왕정 복고를 실현시켰다. 복고란 곧 혁명 전의 사회질서로 되돌아가는 것을 의미하는 것은 아니었다. 이를테면 국가 재산과 조세는 의회가 관장하며, 왕실 예산도 의회에서 결정하고, 왕은 상비군 소유권, 칙령 발포권, 경찰권, 재판 간섭권을 상실하며, 관리는 의회가 책임지게 되었다. 또한 영국 국교회도 과거의 독립된 권력을 회복하지 못하였으며, 국가와 교회가 분리되고 교회의 의회에 대한 의존이 결정되었다. 그리고 혁명시대에 왕실이나 국교회가 상실하였던 토지의 무상 반환, 혁명파의 단죄, 국교회 재건, 국교회 기도서의 부활, 가톨릭교도의 신앙의 자유 등을 인정하게 되었다. 그럼에도 불구하고 국왕과 함께 왕당의 귀족이 귀국하여 의회에서 다수를 점하게 됨에 따라 보수정치로 역행하였으나, 청교도 혁명을 거침으로써 영국에 도입된 자본주의를 자유롭게 발전시킬 수 있는 사회와 정치기구는 봉건적인 구조로 되돌아가지는 않았다.

##### 명예 혁명

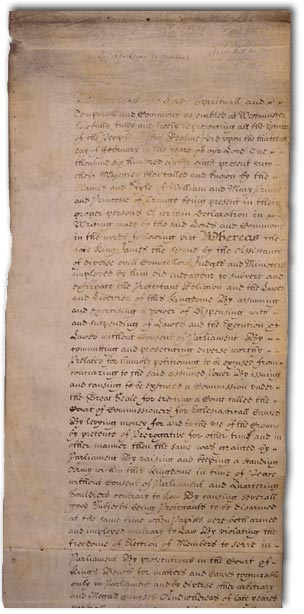
1689년 권리장전 문서

제임스 2세는 1687년, 1688년의 두 차례에 걸쳐 가톨릭 신앙을 공인할 목적으로 종교 관용령을 발표했으나 신교인 비국교도와 국교도는 이 선언에 반대하였다. 그들에게 있어서 가톨릭은 오랜 세월의 적국인 에스파냐, 프랑스의 국교일 뿐 아니라 가톨릭이 부활함으로써 대토지 소유자의 기득권이 위협을 받을 가능성이 있었고, 반동정치가 강화될 우려도 있었다. 토리당도 점차 왕의 전제에 대한 반항을 강화시켜 왔으나 특히 1688년 6월 가톨릭 신자인 제임스 2세의 두 번째 비 모데나의 메리가 왕자를 낳자 신교인 공주가 후계자로 될 가망성이 없어져 반대당인 휘그당과 상의, 제임스 2세의 폐위를 결의하였다. 양당의 대표는 일찍부터 메리 2세의 남편인 오렌지공 윌리엄의 의향을 타진하고 있었는데, 드디어 정식 초청장을 보내어 국왕으로서 맞이하기로 했다. 제임스 2세는 사태가 급변함에 놀라서 여러 가지 타협의 수단을 강구했으나 때는 이미 늦었다. 윌리엄은 군대를 인솔하여 잉글랜드에 상륙, 런던으로 진격했다. 왕당군은 대항할 의지도 없었고 제임스는 부득이 프랑스로 망명했다.
이 사건은 혁명이라고 말하기 어려운 것이지만 대토지 소유자와 부르주아지의 기득권을 재확인하는 것이며, 이로 인해서 1642년 이래 시민혁명의 최종적인 막을 내린 것이다. 청교도혁명과 같은 유혈의 비극을 수반하지 않고 수행되었으므로, 영국인은 이를 명예혁명이라 불렀다. 이 당시 의회가 제출한 권리선언을 국왕이 승인한 것(1689)은 헌정의 실시를 확인하는 것으로 정치사상 중대한 의의를 가지고 있다. 즉 국왕의 신권설적인 절대주의와 의회의 입헌주의간의 장기에 걸친 항쟁은 입헌주의의 승리로 종막되고, 국가의 주권은 실질상 의회에 귀속되었다. 이에 민권과 그리고 ‘군림은 해도 통치하지 않는’ 왕권과의 조화 위에 입각한 영국 독자적인 입헌군주제의 기초가 확립되었다.

#### 30년 전쟁
독일에서는 아우크스부르크 화의에 의해서 신구 교파의 전쟁은 대체로 종지부를 찍었으나 종교 화약의 미비점이 있어서 그 후에도 양파의 대립이 계속되었고 17세기 초에 동맹을 결성하여 대립, 정세는 극히 험악하게 되었다. 양파의 대립은 1618년 보헤미아의 신교도 반란을 계기로 폭발하여 30년 전쟁이 발발했다. 이 전쟁은 독일의 종교 내란으로 시작되었으나 이어 구교측에 에스파냐가, 신교측에 덴마크, 스웨덴, 프랑스 등이 가담하여 국제 전쟁의 성격을 띠게 되었다. 전쟁의 진전과 함께 독일 제후와 황제와의 대립, 합스부르크가와 부르봉가의 대립, 스웨덴의 북유럽 제패와 그에 대한 반발이라고 하는 정치적, 국가적 이해를 주로 한 국제 전쟁이 되었다. 독일은 이 전쟁의 무대가 되어 혼란스러웠고, 차차 평화를 열망하는 소리가 높아져서 1648년 베스트팔렌 조약의 체결로 30년전쟁은 끝났다. 그러나 독일은 이 전쟁으로 국토가 황폐되고 인구의 3분의 1을 잃은 데다가 제후는 조약에 의하여 영토 내의 주권을 인정받음으로써 국가의 통일이 완전히 붕괴되었기 때문에 근대화는 매우 곤란하게 되었다. 이후 독일에서는 전쟁의 피해가 비교적 적었던 프로이센과 오스트리아가 강국으로 발전하게 되었다. 또 국제적으로는 이 전쟁으로 합스부르크 가의 세력이 후퇴하고, 이에 반대하여 프랑스가 강대화하고 스웨덴도 강국이 되었다.

#### 에스파냐의 몰락
에스파냐 번영의 주요한 기초는 신대륙에서 저렴한 은을 대량으로 얻어, 그것으로 세계의 무역을 지배한 데 있었는데, 획득된 돈은 귀족·성직자·대상인 등에 의하여 낭비되었고, 또 은의 대가로서 신대륙에 수출되는 모직물 등 공업제품의 생산에 기울인 노력이 불충분했기 때문에, 곧 네덜란드·영국에 압도되었다. 정치적으로는 이미 16세기 후반 네덜란드가 독립 전쟁을 시작하여 1640년에는 포르투갈이 분리되었고, 1648년 베스트팔렌 조약으로 네덜란드의 독립을 승인하지 않을 수 없게 되었다. 또한 1659년의 피레네 조약, 1679년의 나이메헨 화약에 따라, 프랑스에 영토를 할양해야 하였다.

#### 네덜란드의 성쇠
에스파냐로부터 독립을 달성한 네덜란드는 17세기 전반에는 경제적으로나 문화적으로나 가장 번영하여 황금기를 맞이했다. 네덜란드는 독립전쟁 때부터 해외 발전을 도모하여 특히 리스본에서 축출되자 밀무역을 하여 에스파냐의 통상을 방해하고 직접 동양 무역에로 진출하였다. 1602년에는 동인도 회사를 설립하여 아시아의 포르투갈 식민지를 차례차례로 빼앗아서 동양 무역을 지배했다. 그러는 동안 네덜란드는 북아메리카에도 진출해 에스파냐와 교대되어 세계의 해상권·무역권을 쥐었다. 수도 암스테르담은 유럽의 상업·금융의 중심지가 되었으며, 최초의 보험회사가 설립되어 암스테르담 은행도 개업했다. 그러나 17세기 후반에 이르게 되면 영국이 발한 항해조례(航海條例)로 인하여 타격을 받고 영국-네덜란드 전쟁에서도 패퇴하여 세계 무역의 패권을 영국에 뺏기고, 점차로 네덜란드는 쇠퇴해 갔다. 이것은 네덜란드가 동양 무역의 이익에 현혹되어 국내의 모직물 공업을 충분히 발전시키는 데는 게을리하고 국력의 기초를 중계 무역에 둔 것이 중요한 원인이 되었다.

#### 오스만 투르크의 후퇴
술레이만 1세가 죽은 후 오스만 제국은 범용(凡庸)한 군주들이 잇고, 1571년에는 레판토 해전에서 에스파냐·교황·베네치아의 연합 함대에 대패했으나 유능한 재상이 술탄을 도와서 제국의 위세(威勢)는 그 뒤 얼마 동안 유지할 수 있었다. 그러나 제국 쇠퇴의 징조는 이미 나타나기 시작하고 있었다. 궁정에 있어서 하렘의 권력이 증대하여 정치를 문란케 했으며, 과중한 세금은 사람들을 괴롭혔고, 제국 각지에는 반란이 빈발했다. 또한 유럽 여러 나라의 압력은 강해지고 배후에서 이란의 사파비 왕조가 오스만 제국을 위협했다. 16세기 후반에는 또다시 강력한 재상이 잇따라 나와서 국정의 개혁을 단행하고, 동유럽에 대하여 공세로 전환했으나 이러한 대외 적극책은 성공을 하지 못했다. 그 중에서도, 메메트 4세(재위 1648 1687) 때의 재상 카라 므스타파의 무모한 대외 원정은 오히려 동유럽에서의 투르크 세력 후퇴의 원인이 되었다. 그는 1677년 대군(大軍)을 이끌고 우크라이나에 침입했으나 러시아군과 싸워 패하고 1681년에 화해했다. 이어 헝가리에서 일어난 오스트리아에 대한 반란을 이용하여 1683년 제2차 빈을 포위했다. 그러나 이것도 폴란드 왕과 독일 제후의 원군(援軍)에게 패하고 그는 책임을 추궁받아 베오그라드에서 처형되었다. 이후 오스트리아측의 반격이 강해지고 1686년에는 부다페스트가 적의 수중에 넘어가자 헝가리는 마침내 투르크의 지배에서 벗어날 수 있었다. 1697년 젠타의 패전 후, 1699년 투르크는 카를로비츠에서 조약을 맺어 유럽 여러 나라에 대하여 오로지 수세(守勢)에 서게 되었다.

### 서아시아
사파비 왕조는 16세기부터 17세기에 걸쳐서 아바스 1세의 즉위로 가장 빛나는 시대를 맞이했다. 그는 힘과 교묘한 외교로 동(東)이란과 메소포타미아에 영토를 확대하고, 국내적으로는 중앙집권을 강화하였다. 수도 이스파한은 장려(壯麗)한 모습으로 유럽 여행자를 놀라게 했고, 페르시아어는 서아시아의 국제어가 되었다. 당시 오스만 제국을 적대시하던 유럽의 여러 나라는 서로 줄지어 이란에 사절을 보내어 우호 관계를 희구하고 있었다. 그러나 사파비 왕조의 번영은 아바스 1세의 죽음과 함께 끝났다. 왕이 죽은 후 10년도 되지 않아서 메소포타미아는 재차 투르크에 빼앗기고 왕조는 쇠망의 일로를 더듬었다.

### 인도
16세기 후반 악바르 대제부터 17세기 후반 아우랑제브 황제에 이르는 기간은 무굴 제국 최고의 전성기였다. 악바르 다음 자한기르를 거쳐, 샤 자한 황제 때에는 재정 수입도 최대였고, 영토는 데칸 남부까지 확대되었다. 면포나 인디고의 생산·수출도 성대하였고, 지배층의 사치를 타고 상업도시가 각지에 번영하였으며, 수도 아그라는 영국인으로부터 ‘세계 최대의 도시’라 불리었다. 그 부력으로 타지마할 등 호화로운 궁전과 사원이 건조되었고, 페르시아식 미니어처의 전통을 잇는 무굴의 회화는 궁정의 보호 하에 힌두교적 미니어처로, 라지푸트 회화는 라지푸트 제후 밑에서 발달, 인도 이슬람 문화의 전성기를 맞이했던 것이다. 그러나 이 번영의 그늘에서 농민은 화폐 경제의 침투와, ‘모래에서 기름을 짠다’는 중과세로 괴로워하고 있었다. 아우랑제브 황제 때 제국 영토는 가장 컸으나 농촌의 황폐화는 계속되었고 농민의 저항은 격화되었다. 황제의 힌두교 탄압 정책은 무굴 지배의 지주였던 라지프트 제후에게 등을 돌리게 했으며, 18세기에는 마라타 동맹·시크교도의 반항이 점차 격화되어, 제국의 통일은 급속도로 무너져갔다. 이때 포르투갈에 대체하여 진출한 프랑스·영국은 제후의 할거·항쟁을 이용하여 위치를 굳히면서 서로 패권을 다투게 되었다. 그리고,인도는 영국의 식민지가 되었다.

### 동남아시아
16세기 말 포르투갈인에 고용되어 현지를 여행한 네덜란드인 린스호텐이 『동인도 항해지』를 간행하자, 네덜란드인의 동남아시아에 대한 관심은 갑자기 높아졌다. 1595년 최초의 상선 선단이 자와섬에 파견되었고, 1602년에는 동인도회사가 설립되었으며, 1609년에는 동인도 총독부가 발족하는 등 급격한 진출 붐을 일으켜 암본에 근거하고 있던 포르투갈인을 내쫓고, 몰루카 제도 등의 향료 무역을 독점했다. 네덜란드 동인도회사는 1623년 암보이나의 영국인을 학살하고 영국 세력을 몰아내(암보이나 사건), 자와섬·수마트라·몰루카 이외에 말라카·실론·케이프타운을 영유, 대만에도 진출했다(제란디아 성). 또한 통상 독점에 대응하여 인도네시아 내부 지배를 강화하고 직할령·보호령을 확대하여 강제 재배 제도 등 가혹한 지배를 행하여 원주민 사회를 파괴했다.

### 북아시아
청은 17세기 초 만주 남부에서 일어나 중국을 정복하고 넓은 동아시아 지역을 지배하게 되는데, 북아시아에 대하여는 이미 태조 누르하치가 만주족을 통일, 아무르강(흑룡강) 유역까지 지배의 손을 뻗쳤다. 내몽골 방면에 있어서는 차카르 부(部)나 내(內) 카루카부(部) 등을 청 태종 때까지 남김없이 복속시켰다. 거기에 외몽골 일대의 외칼카부도 강희제 시대에 복속시켜, 때마침 동진하고 있던 러시아와 흑룡강 방면에서 상대하게 되었다. 러시아는 당시의 유럽 여러 나라가 바닷길을 통하여 아시아 진출을 시도하고 있던 중에 홀로 육로를 통하여 북아시아에 동진하여, 17세기 중엽에는 태평양 연안에 도달하고, 다시 흑룡강 유역에 육박했다. 1689년 청은 러시아와 〈네르친스크 조약〉을 맺고 흑룡강 유역의 지배권을 확립했다. 이로써 러시아의 북아시아 지배는 외몽골 방면으로 향하게 되었고 캄챠카 방면으로도 뻗어갔다.

### 중국
중국사상 17세기는 명·청 교체기에 해당하는데, 명나라와 교체된 청나라가 중국 지배를 확립하여 전성기로 향하는 시대이다. 명은 한족 왕조임에 반해 청은 만주족 왕조였으며 건주의 여직부 출신인 누르하치가 만주를 통일하여 1616년에 세운 후금국으로 시작하였다. 청 태종 때, 내몽골과 주변을 굴복시키고 국호를 대청이라 고침으로써 명 정복의 체제가 착착 갖추어져 갔다. 이에 반해 명의 정계에서는 당쟁으로 세월을 보냈고, 잇따른 증세 등으로 민중의 궁핍이 점점 심해 마침내 이자성의 난이 일어나 명은 멸망했다. 이 기회를 타고, 만주족은 태종의 아들 세조 순치제를 옹호하여 베이징으로 들어가, 청나라의 중국 지배가 시작되었다(1644년). 이어서 화중·화남 각지에 모인 명의 잔존 세력을 배제하여 1661년 명나라의 유족을 완전히 넘어뜨리고 청의 통일이 일단 완성됨과 동시에 강희제 시대에 들어갔다. 이러한 청의 중국 정복에 투항한 한족들이 많이 이용되었는데 그 공로로 오삼계 등은 화남 각지에 봉함을 받아 점차 강력하게 되어 강희 연대에 들어와 결국 삼번의 난을 일으켰다. 청은 한때 위기에 빠졌으나, 고유의 팔기병과 함께 새로 편성한 녹기병을 기용하여 반란을 평정, 이어서 대만 정성공의 저항도 평정하여 청의 중국 지배가 확립되었다. 그 후 내정을 충실히 하여 대외적 발전도 현저해져 청조의 전성기가 열리기 시작했다.

## 18세기
중세의 기독교적 이념은 합리주의와 17세기 고전정신의 조화 앞에서 물러갔고, 이 이념은 계몽주의 사상이라는 18세기의 지적 운동의 충격을 받고 더욱 물러가게 되었다. 계몽주의 사상은 인간이 노력하면 이상적 사회를 건설할 수 있다는 확신을 토대로 하였고, 이러한 확신은 서양사에 있어서 하나의 새로운 현상이 되어 인간생활의 세속화는 이제 바람직한 것으로 간주되게 된 것이다. 이리하여 기성 종교, 특히 기독교는 ‘이성의 시대’의 일관한 도전에 직면하여 수세에 몰리게 되었던 것이다. 계몽주의의 씨앗은 영국에서 뿌려져 거기서 싹이 돋아났으나 꽃이 핀 것은 프랑스에서이다. 볼테르의 「영국에서 부친 서한」은 프랑스뿐 아니라 유럽 전체에 큰 영향을 미쳤다. 또한 디드로는 백과사전을, 몽테스키외는 『법의 정신』을 만들어 계몽사상을 고취했다.
프러시아의 프리드리히 2세, 러시아의 예카테리나 2세는 전형적인 계몽적 전제군주라 하겠다. 프리드리히 2세는 오스트리아 계승 전쟁에서 마리아 테레지아를 기습했고, 7년 전쟁을 통하여 프러시아를 유럽의 최강국으로 만들었으며, 폴란드를 분할하여 프러시아 왕국을 확장하는 데 성공하였다. 뿐만 아니라 바바리아 계승 전쟁에선 마리아 테레지아의 아들 요제프 2세의 계획을 좌절시켰다. 그러나 프리드리히 2세의 위대함은 그의 군사적 성공에 있다기보다는 계몽주의적 이념을 십분 호흡하여 이른바 ‘선의의 전제 군주’가 됐다는 사실에 있다. 마리아 테레지아도 국민 사이에 덕망이 높았으며, 빈이 음악의 중심지가 되었던 것도 그의 치하에 이루어진 업적이라고 하겠다. 그러나 계몽주의 사상은 점차 과격한 면을 드러내게 되어, 루소는 이성 만능의 풍조에 반발하고 낭만주의의 시조가 되었다.
미국의 독립혁명이나 프랑스 대혁명은 계몽주의의 소산이기는 하지만 오히려 계몽주의 운동의 약점을 드러낸 점 또한 의심할 여지가 없는 것이다. 1776년에 미국은 민주주의의 대원칙을 천명하고 독립, 이어서 이러한 원칙을 최대한 정치에 응용함으로써 커다란 진보를 이룩하였다. 프랑스 대혁명은 어떤 의미에서는 계몽주의 운동의 좌절이요, 이성의 효능이 그 한계를 명시한 것이라고 할 수 있다. 이리하여 프랑스 대혁명은 나폴레옹 같은 군인에게 정권을 제공하였다. 1799년의 쿠데타를 통해 나폴레옹이 프랑스의 정권을 장악함으로써 전세계는 다시 시련 속에 빠져들어갔으며, 18세기는 혼란 속에 저물어갔다.
한편 18세기의 근동은 러시아의 남하정책과 오스트리아의 진출에 의해 오스만 투르크 제국에 쇠퇴의 그림자가 감돌기 시작했다. 그리하여 18세기 후반에 이르러 수차에 걸친 러시아와의 전쟁 결과로서 크림반도를 상실하는 등 제국은 약체화하였다. 이즈음 발칸반도의 불안이 증대함에 따라서 유럽 열강의 터키를 둘러싼 대립은 격화 일로에 있었다. 이란 방면에는 투르크와 대립하고 있던 사파비 왕조가 18세기 전반부터 아프간족의 침입으로 혼란상태에 빠졌다. 18세기 후반경에는 카자르 왕조가 성립되었으나 유럽 세력의 압박에 직면했다. 또한 인도에는 영국·프랑스의 식민지 항쟁이 격화되었다. 플라시 전투 결과 영국의 인도 지배가 결정적으로 되었으며, 영국의 동인도회사는 통치기관으로서 벵갈 지방을 지배하기에 이르렀다.
중국에서는 청나라의 강희제·옹정제·건륭제 3대의 황금시대를 맞이하여 영토도 중국 사상 최대의 제국으로 확대되었다. 18세기 전반의 지정은제(地丁銀制)에 의한 세제의 획기적인 진보와 한인을 함께 등용하는 행정체제로 중앙집권 체제는 커다란 발전을 보게 됐다. 또한 농업 생산력의 현저한 향상과 농촌 공업의 발달도 내외의 상업을 발전시켰다. 청조는 해외 무역을 엄격한 통제하에 두고 오직 공행(公行)이라는 관허상인들로 하여금 행하게 하였다. 그러나 이러한 제한에도 불구하고 유럽에의 수출무역은 대단히 성하여져 대량의 외국 은이 유입되어 화폐경제의 발달에 더욱 박차를 가하고 거대한 상업자본의 활동을 촉진시켰다. 그러나 건륭제 치세 후반에 들어와서는 관료의 부패, 재정의 핍박에 의한 중세정책으로 사회불안이 증대하였고, 백련교도의 난 등으로 청조가 점차 쇠약해지자 유럽 열강은 이 틈을 타 강력하게 진출해 왔다. 이 시대의 문화는 청조의 한인 지식층에 대한 회유책으로 학예의 장려나 대편찬 사업이 행해졌다. 한편 청조의 배만(排滿)·반청 사상의 탄압으로 유학에서는 고전의 실증적 연구 방면에서 많은 진보를 보였으나, 경세학으로서 유교사상의 생명은 거의 소멸된 느낌이 있었다. 이와 같은 비판정신의 위축은 결국 과거의 문헌에 대한 실증적 연구에 몰두하게 하여 고증학이 일어났다.

### 유럽

#### 계몽적 전제 정치
18세기의 절대주의, 특히 동유럽의 절대주의는 계몽적 전제정치로서 특징지어진다. 프로이센의 프리드리히 2세(프레더리크 2세), 오스트리아의 마리아 테레지아(마리아 테레사)와 요제프 2세, 러시아의 예카테리나 2세의 통치는 그 전형이라 하며, 그들은 계몽사상의 영향을 받아서 개명적(開明的)인 사회 개혁을 실시하고 정치·경제의 근대화를 수행하여 강력한 근대 국가 건설을 기도했다. 그와 같은 위로부터의 개혁은 봉건적 여러 관계가 강하게 남아서 자본주의의 발달이 미숙한 동유럽 여러 나라가 서유럽의 선진국에 대항할 필요에서 실시된 것이었다. 따라서 봉건 귀족적 세력을 유지하면서 왕권을 강화하고 국력의 증대를 꾀하는 것이 목표가 되었으며, 개혁에는 일정한 한계가 있어 본질적으로는 절대주의임에 변함이 없었다. 독일에서는 30년전쟁의 황폐 속에서 비교적 피해가 적었던 프로이센과 오스트리아가 확대를 개시하였고, 18세기에는 계몽적 전제정치 아래 강화된 양국이 독일의 지도권을 둘러싸고 격렬하게 대항하기에 이르렀다. 특히 융커의 나라인 프로이센은 그 성격을 최대한으로 살려서 강력한 군국주의 국가로 발전하였으며, 프리드리히 2세 통치시대에 두 번이나 오스트리아와의 전쟁에서 승리를 거둠으로써 독일에서뿐만 아니라 유럽에서도 강국의 지위를 확립했다. 18세기 후반 3회에 걸쳐서 폴란드를 분할하여 더욱더 강대하게 되었다. 오스트리아는 국내에 많은 이민족(異民族)이 있어 마리아 테레지아, 요제프 2세에 의한 개혁도 별로 효과를 올리지 못하여, 차차 독일 통일을 지도하는 입장을 잃기 시작했다.

#### 유럽의 국제 전쟁
18세기 유럽 외교정책의 기본은 여전히 제국간의 세력 균형을 유지하는 것이었다. 그러나 18세기는 동시에 제국의 세력 범위가 재조직된 세기이기도 했다. 먼저 에스파냐의 계승전쟁을 경계로 하여 종래 유럽에서 최강의 국가로 보였던 프랑스가 쇠퇴기에 들어섰다는 것과 에스파냐가 옛날의 국위가 아니라는 것――여기에 대해 독일 제국 내 하나의 영방 국가에 불과했던 프로이센이 에스파니아 왕위 계승 전쟁을 계기로 급속히 대두되었다는 것, 러시아의 세력 또한 무시할 수 없게 되었다는 것 등이다. 따라서 세력의 균형을 유지한다는 것은 이전에 비해서 한결 곤란해졌다. 많은 동맹이 각 나라의 사정에 따라서 체결되기도 하고 해소되기도 하여 복잡한 관계를 나타냈다. 오랫동안 격렬하게 반목하고 있던 합스부르크 가의 오스트리아와 부르봉 가의 프랑스가 동맹하는 등 외교혁명이라 불리는 사태도 생겼다. 전쟁은 대부분의 경우 두 나라간의 전쟁이 아니라 전 유럽 여러 나라를 강제적으로 전란 속에 휘말리게 하는 성격으로 발생했다. 더욱이 주목하지 않으면 안 될 점은 유럽 본국간의 전쟁은 동시에 식민지간의 전쟁으로 확대되었다는 점이다. 이것은 18세기의 전쟁이 왕가 간의 전쟁이라는 성격을 차차 불식하고, 각국의 중상주의적 식민정책의 충돌이 때때로 전쟁의 최대 원인의 하나가 되고 있었다는 것을 말해 주고 있다. 따라서 17세기 말 이래 해상의 패권을 장악하고 정력적으로 해외 진출을 기도해 온 영국은 항상 전쟁을 유리하게 이끌어 최대의 강국이 되었다. 미국 식민지가 독립하여 영국의 지배 아래서 이탈한다는 타격이 있었음에도 불구하고 영국은 18세기 말에는 정치적으로나 경제적으로나 유럽을 선도하는 입장을 구축하고 있었다.

#### 러시아의 근대화
17세기 말까지 러시아는 서유럽 여러 나라와 별로 깊은 관계를 갖지 않은 채 여전히 동방적 존재였으며, 농노제를 기초로 하는 특이한 절대주의 국가였다. 이와 같은 러시아를 근대화하고 서유럽화하는 곤란한 사업에 착수하고 러시아로 하여금 열강의 일각을 점하게 하는 데 성공한 사람은 표트르 1세였다. 그는 내정을 개혁하고 군비 확장을 실시하여 황제의 독재권을 강화하였으며, 서유럽 문화의 수입에 노력했다. 그러나 그 여러 개혁은 위로부터의 개혁이어서 사회의 진정한 근대화에는 미치지 못했고 서유럽화도 일반인에게는 관계없었으며, 농노제가 유지 강화되었다. 대외적으로는 투르크로부터 아조프해 주변을 빼앗고, 다시 서쪽으로는 스웨덴과 북방전쟁을 벌여 발트해에의 출구를 확보하고, 이곳에 페테르부르크를 건설하여 수도로 삼았다.
표트르 1세의 사업, 특히 서유럽화의 정책은 보수파의 반항을 야기시켰고, 황제의 사후 이 항쟁은 궁정을 중심으로 정권쟁탈과 결부, 반복되어 예카테리나 2세에 이르기까지 약 40년간 계속되어 러시아를 혼란시켰다. 18세기 후반 이 혼란기 후에 즉위한 예카테리나 2세는 표트르 1세의 사업을 이어받아 계몽적 전제정치를 펴서 여러 가지 개혁을 실시했다. 그러나 농노제는 오히려 강화되어 농민의 대봉기 푸가초프의 난이 일어났다. 예카테리나 2세는 대외정책에도 주력하여 두 차례에 걸친 터키와의 전쟁으로 드네프르강 하구(河口) 지방과 크림반도를 병합하고 흑해 진출의 기초를 구축했다. 또한 오스트리아·프로이센과 함께 3회에 걸쳐서 폴란드를 분할하고 서쪽으로도 영토를 확대시켰다. 동쪽으로는 시베리아 전토가 이미 러시아 영토가 되어 있었으나, 다시 극동 해상에 진출하고 락크스맨을 일본에 파견하여 통상을 요구했다. 이리하여 러시아는 18세기 말 강국으로서의 지위를 확립하고 이후의 유럽 국제관계에 커다란 영향력을 갖게 되었다.

#### 북유럽 왕국 쇠퇴
북유럽의 시장은 옛날부터 유럽 제국의 경제 활동의 중요한 무대였는데, 북아메리카·아프리카·동양 등의 원격지 무역이 발전함에 따라 상대적으로 그 지위가 저하되었다. 더욱이 러시아, 프로이센 등의 새로운 강국이 대두하여 발트해에 진출하기 시작하자 북유럽 제국의 입장은 차차 곤란해지기 시작했다. 이러한 나라들은 제1차 산업을 중심으로 하고 있어, 시민계급의 성장이 충분하지 못하고, 따라서 근대적인 통일국가의 출현이 지연되었다는 것이 한층 곤란을 증가시키고 있었다.

#### 이탈리아
르네상스로 근대의 물결 위에 선 이탈리아도 경제활동의 중심지가 이동함에 따라 여러 도시의 상공업이 쇠퇴하고, 봉건적 반동은 18세기까지 계속되었다. 이탈리아의 분열은 제후들의 항쟁에 의해서 한층 격화되었고, 주변 여러 강대국의 이탈리아 지배를 노린 침략은 극히 노골적이어서, 대국의 싸움은 때때로 이탈리아를 무대로 하였다. 에스파냐의 계승전쟁 때, 이탈리아는 오스트리아군과 프랑스, 에스파냐군의 결전장이 되어 대단한 전화를 입었다. 국내는 소왕국·소공국·공화국으로 분열되어, 국가적 통일의 기운은 보이지 않았다. 18세기에 이르러서도 국내에 별다른 산업이 일어나지 않았고, 수공업적인 사치품 생산이 일반적이었다. 북이탈리아의 밀라노를 중심으로 한 지방은 예외였다. 이 지방에서는 집약적 농업이 실시되었고, 밀라노는 상인이 지배하여 활기를 보이고 있었다.

#### 산업 혁명

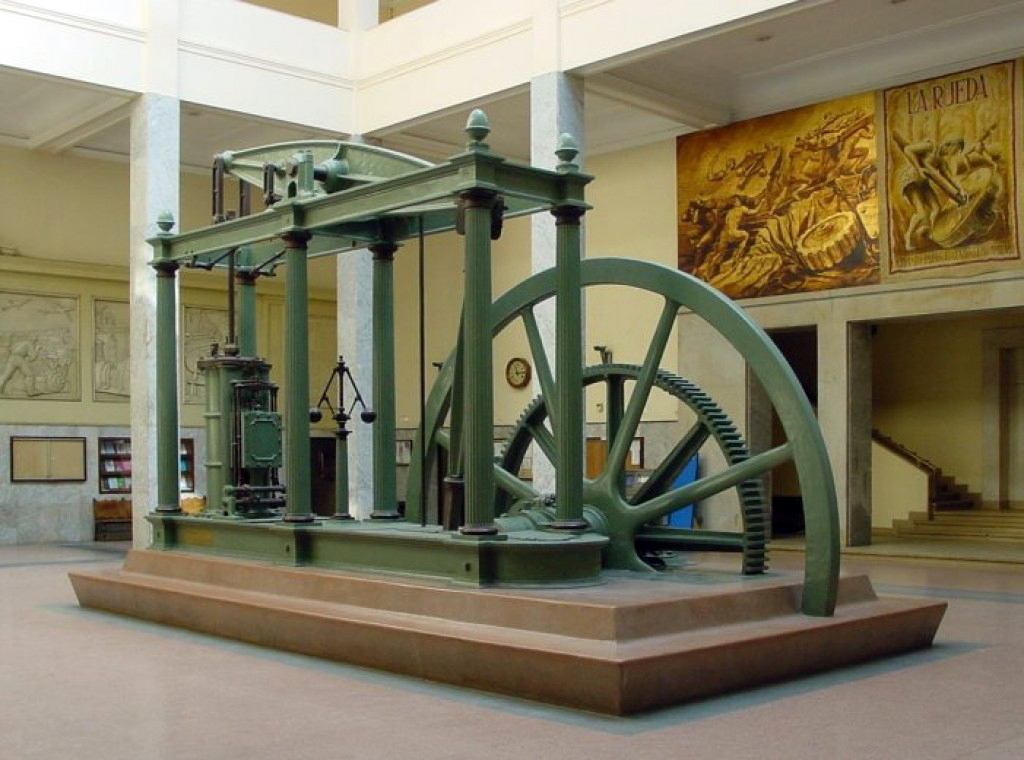
와트 증기 기관. 이 증기 기관은 영국과 세계의 산업 혁명을 촉진하였다.

산업혁명은 단순한 생산기술의 혁신에 의해서 발생한 생산성의 비약적 증대가 아니라 공장제 수공업(매뉴팩처)에서 기계제 대공장(팩토리)을 출현시켜 자본주의적 생산관계를 확립한 진정한 변혁이다. 이 생산상의 혁명이 최초로 영국에서 실현된 데에는 몇 가지 원인이 있다. 우선 영국에 있어서는 봉건적인 여러 관계가 재빨리 해체되고, 타국에 비해서 유리한 조건으로 상공업의 발전이 있었다는 것, 특히 양모 공업이 국민적 규모로 전개되어 있었다는 것이 지적된다. 나아가 시민혁명을 통해서 자본주의의 발전을 저지하는 등 제도상의 여러 장해가 대체로 제거되었다는 것도 중요한 원인이다. 또한 17, 18세기에 있어서 국내산업의 보호와 적극적인 무역정책은 중상주의적 식민지 정책을 기축(基軸)으로 실시되어, 국내에 자본축적을 가져오게 했다. 영국 본토·아프리카·북아메리카·서인도 제도·인도·중국을 연결하는 복잡한 무역망이 조직되어, 열대·아열대의 생산물에 대한 수출품으로서 면제품이 중요시되기에 이르렀다.
면제품은 생산고를 비약적으로 증대시켜, 19세기 초두 국민소득면에서 차지하는 비율은 제1위가 되었다. 이 면직물 공업의 발전은 그에 관련된 산업 부문에 계속적인 영향을 미쳤다. 철·기계·석탄의 수요 증대, 저렴한 수송수단의 필요성, 이와 같은 형태로 산업 전체가 자극을 받았다. 영국은 19세기 초두에는 선철의 생산량과 출탄량에 있어서 세계 제1위를 차지하여, 증기기관이나 직기(織機)에서 볼 수 있는 기계공업의 눈부신 기술을 자랑할 수가 있었던 것이다. 이와 같은 사실은 진실로 ‘세계의 공장’이라는 이름에 부합된 것이었다.
그러나 이러한 자본주의적 생산관계 확립은 영국 사회 자체에 커다란 변화를 가져왔다. 지난날 자기 집에서 자기 연장으로 생산을 해 왔던 독립된 생산자는 자본에 완전히 종속되는 임금노동자로 전환되었다. 자본의 격렬한 경쟁은 노임의 절하 및 저임금으로 부인과 아동을 고용하는 현상을 초래했고, 신흥 공업도시는 난잡한 노동자의 슬럼가를 형성했다. 또한 장시간의 노동은 노동자의 심신에 심한 해독을 끼쳤다. 여기서 지금까지 경험하지 못했던 곤란한 사회문제가 발생한 것이다.

#### 식민지 전쟁
북아메리카에 있어서의 영국과 프랑스의 식민지 쟁탈전은 유럽에서의 대립이 반영되었다. 프랑스는 캐나다, 미시시피 유역에 식민지를 넓혀서, 영국 식민지를 북과 서에서 포위하는 형세를 취했다. 최초의 영국·프랑스 두 식민지간의 싸움이 윌리엄 왕 전쟁이며, 유럽에 있어서의 스페인 계승 전쟁이 식민지에서는 앤 여왕 전쟁으로 되었고, 오스트리아 계승 전쟁은 조지 왕 전쟁으로, 7년 전쟁은 프렌치 인디언 전쟁으로 나타나 소위 제2차 백년 전쟁이 전개되었다. 프랑스의 북아메리카 식민지 경영은 인디언과의 모피 무역을 중심으로 하는 것이며, 영국은 농업 식민이 위주여서, 결국 영국의 압도적인 승리로 끝났다.

#### 미국의 성립
7년 전쟁이 종결되자, 종래의 식민지와 영국 본국과의 유대에도 변화가 생기고, 식민지 경제의 발달은 전후 영국 본토의 중상주의 지배에 대한 반발을 낳았다. 영국 본국은 7년전쟁에 지출한 막대한 전비를 식민지에 부담시키려고 중상주의 정책의 강화를 기도하여, 일련의 과세·규제 정책이 취해졌다. 이러한 본국의 식민지 정책은 실제로는 식민지 경제에 지나친 피해를 미친 것은 아니었으나, 영국 국민으로서의 권리를 요구하는 식민지 주민에게는 불만과 반감을 야기시켰다. 1765년의 버지니아 결의, 1768년의 매사추세츠 회장 등에 나타나 있듯이 식민지 의회의 승인을 강조하여 “대표 없는 곳에 과세 없다”는 사상이 퍼져 있었다.
1773년 보스턴 차 사건을 계기로 본국은 소위 ‘견딜 수 없는 제법(諸法)’에 의해서 보스턴 시민에 대해 징벌적 태도로 임하였다. 더욱이 퀘벡법(Quebec Act)의 제정은 식민지인 전체에 중대한 충격을 주어, 1774년 대륙회의는 본국 정부의 완화를 요청했는데, 급진파의 움직임은 활발해져 렉싱턴에서 전쟁에 돌입했다. 독립운동에 참가한 애국파에는 대상인·농원주 등의 온건파와, 밀무역상인·자영농·기술자를 중심으로 하는 급진파가 있어, 차차 후자가 혁명의 지도권을 장악하였고, 독립선언으로부터 연합규약에 의한 국가연합으로 이끌어갔다. 혁명이 최종 단계에 들어가자 보수파에 지도권이 옮겨지고, 헌법 제정에 의한 연방 정부의 수립을 보았다.

#### 프랑스 혁명

시민들에게 공격받는 바스티유 감옥, 장 피에르 루이 로렌트 휴엘, 수채화, 37,8 x 50,5 cm, 1789년 작

프랑스는 18세기에 들어와서 혁명 전야까지 스페인 왕위 계승 전쟁을 비롯한 여섯 차례의 큰 전쟁에 관여하였으나 이들 전쟁이 결코 프랑스에 이익이 되는 것은 아니었다. 이미 루이 14세의 만년에 국가 재정은 위기 양상을 나타내기 시작했는데, 그 후 위기는 더욱 심각해지고 만성화되어 갔다. 또한 루이 14세에 의한 위그노의 국외 추방은 그 후의 프랑스 산업 발전을 현저하게 저해하는 결과가 되었던 것이다. 프랑스의 부르주아적 발전은 영국에 비해서 지지부진한 것이었으나, 18세기 후반에는 중농주의자의 주장으로 대표되는 것 같은 곡물 거래의 자유, 인클로저의 자유를 요구하는 세력이 대두되고 있었다. 공업 부문에 있어서도 면직물 공업이 18세기 초부터 대두되기 시작해서 재래의 모직물·린네르 공업과 경합하게 되었다. 18세기 후반, 길드적 규제는 여전히 강했으나, 그럼에도 불구하고 자본주의적 매뉴팩처가 각지에 출현하고 있었다.
1774년 재무총감의 자리에 앉은 중농주의자인 튀르고는 부르주아적 발전을 저지하던 영주와 국가의 통제를 제거할 것을 꾀했다. 1776년에는 ‘여섯 가지 칙령’이 공포되었는데, 이것은 농민을 농노적 부담에서 해방시키고, 공업에 있어서의 길드제를 폐지하며, 농업·노동에 대한 자유를 보장하는 것을 목적으로 한 것이다. 이것은 부르주아적 이해와 대립하는 봉건적 귀족과 기생적 특권 상인의 세력을 약화시키는 일이 불가피한 과제가 되었다는 것을 보여주고 있다. 이러한 부르주아적 발전에 대응하여 노동자의 자본에 대한 투쟁이 조직적으로 실시되기에 이르렀다. 견직물 공업의 중심지였던 리옹에서는 직포공(織布工)의 파업이 18세기 후반에 속발되기에 이르고 있다.
한편 귀족 계급은 사제와 함께 봉건적 특권을 누리고 있었는데, 18세기에는 여러 그룹으로 갈라져 있었다. 군무에 복무하는 대검귀족(帶劍貴族)과 법복귀족(法服貴族)으로 대별되고 있었으나 약간의 귀족을 제외하고 대부분의 상류귀족은 궁정에 기식하여 영지 경영에 관심을 갖지 않고 나태한 생활을 보냈으며, 대부분의 사람은 막대한 부채를 짊어지고 있었다. 이와 같이 18세기 후반에는 절대왕제와 절대왕제의 지지자였던 귀족의 대부분도 재정적 곤경에 빠져 있었다. 그들은 농민의 착취를 강화시키는 것으로써 더욱더 농촌을 황폐시켰다. 프랑스의 부르주아적 발전을 가능하게 하기 위해서는 사회의 대변혁이 불가피했었다. 계몽 사상가는 이와 같은 모순에 찬 사회 제도에 통렬한 비난을 가하여 합리적인 사회제도의 출현을 선동했다.

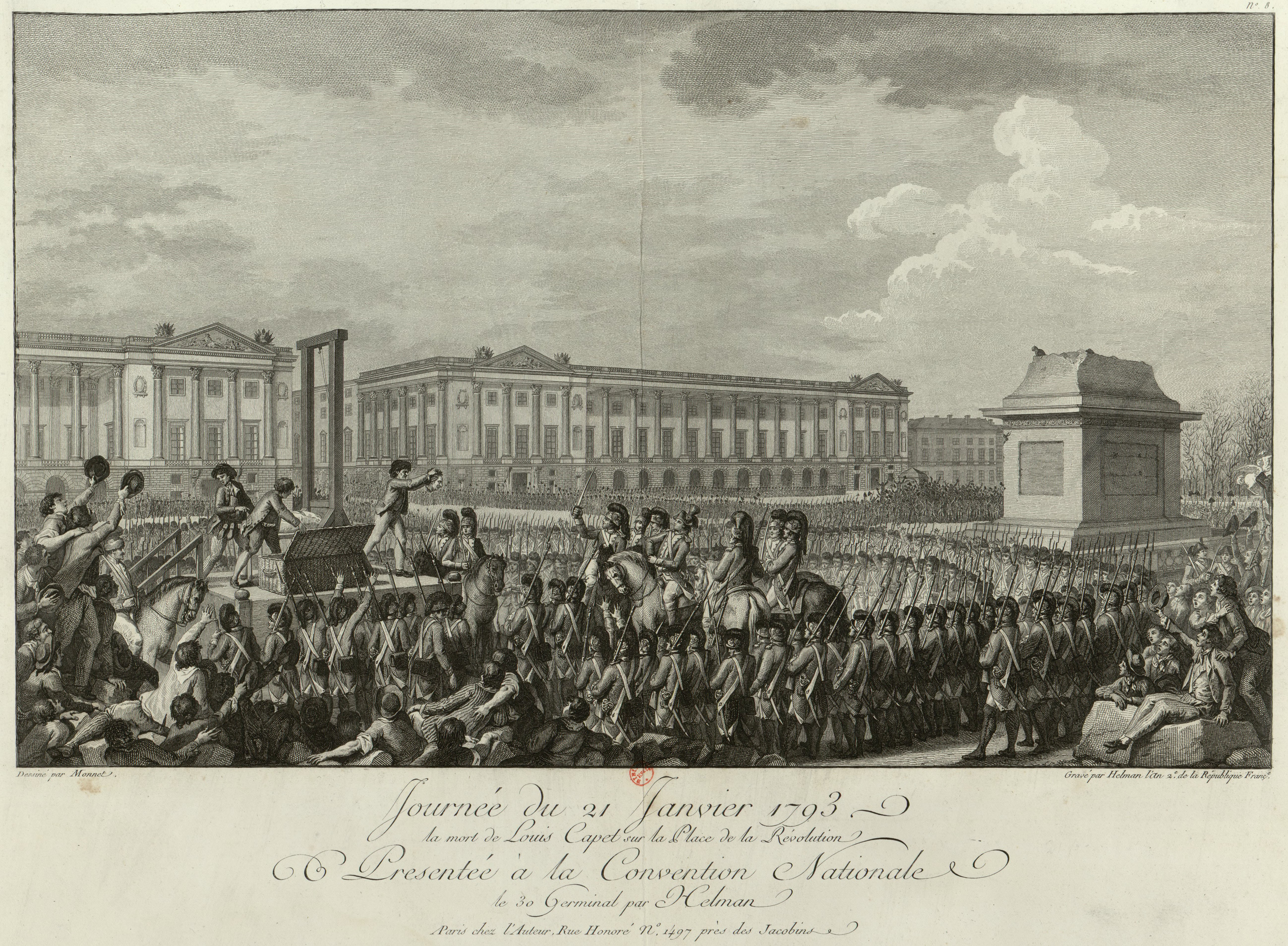
루이 16세의 처형

루이 16세는 튀르고를 등용하여 구제도의 모순 해결, 재정위기를 타개하려 하였으나, 궁정 및 특권 신분의 저항으로 실패하고, 튀르고에 이어 네케르를 기용하였으나, 아메리카 독립혁명에 개입하여 국비를 낭비함으로써 재정은 더욱 곤란해졌다. 이후 칼론, 브리엔을 기용하였으나, 재정은 악화될 뿐 개혁은 특권 신분의 반항으로 실현할 수가 없었고, 1788년 삼부회의 소집을 결정, 재차 네케르를 기용하였다. 1789년 6월 삼부회가 국민의회로 성장하여 입헌 왕정에의 움직임이 높아지자, 군대에 의해 의회를 탄압코자 책동하였다가, 이것이 도리어 바스티유 습격을 초래하였고, 시민의 봉기에 굴복하였다. 1791년 6월 20일 왕가가 오스트리아로 망명하려다가 실패한 바렌느 사건이 일어나고 루이 16세는 입헌 왕정을 기조로 한 1791년의 헌법의 승인을 강요당하게 되었다. 국민공회는 왕을 퇴위시키고 공화국을 선포했고, 루이 16세는 국민공회의 투표결과 반역자로서 1793년 1월 단두대에서 처형되었다.

#### 나폴레옹의 등장

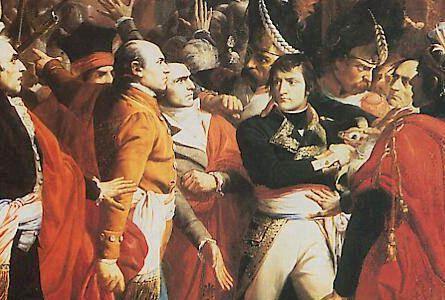
브뤼마르 쿠데타를 지휘하는 나폴레옹.

테르미도르 반동으로 구지롱드파가 권력을 잡고 총재정부가 성립되었으나, 프랑스 국내의 복잡한 사정으로 안정을 이루지 못하였다. 한편 나폴레옹은 왕당파의 방데미에르 봉기를 진압하여 총재정부로부터 북이탈리아 방면의 군사령관으로 임명되었다. 이탈리아 군사령관이 된 나폴레옹은 오스트리아군을 격파하고 캄포포르미오 조약을 체결, 명성을 떨쳤다. 이집트에 원정하던 도중 총재정부의 위기가 닥치자 귀국하여 1799년 11월 브뤼메르 18일의 쿠데타로 제1통령이 되었다. 나폴레옹은 뤼네빌, 아미앵 조약의 체결로 평화를 회복하고, 종교협약, 나폴레옹 법전 등으로써 프랑스 국내 정치를 안정시키고, 1804년 5월 황제가 되어 12월에 대관식을 가졌다.
아미앵 조약 조항을 영국과 프랑스가 다 같이 준수하지 않음으로써 나폴레옹은 1803년 5월에 영국과의 전쟁을 시작하였으며, 1805년 영국 본토 상륙을 꾀했던 프랑스 해군이 트라팔가에서 넬슨 제독이 이끄는 영국 함대에 격파당함으로써 나폴레옹의 계획은 완전히 좌절되었다. 반면 나폴레옹은 동년 12월 오스트리아와 러시아의 연합군을 아우스터리츠에서 격파하여 오스트리아 황제를 항복시켰다. 이듬해 10월 나폴레옹은 러시아와 동맹을 맺은 프로이센을 침공, 예나 회전에서 프로이센 군대에 결정적 타격을 주고, 베를린을 점령하였다. 나폴레옹은 11월 베를린에서 영국을 경제적으로 고립시키기 대륙봉쇄령을 내렸다.
대륙봉쇄령으로 경제적 타격을 입은 러시아의 알렉산드르 1세는 1811년 대륙봉쇄령을 더 이상 준수할 수 없다고 선언하였다. 나폴레옹은 러시아에 무력 제재를 가하기 위해 1812년 6월 러시아에 침입하였으나 모스크바에서 패퇴하고 몰락하였다.

#### 오스만 투르크의 쇠운
17세기 말의 카를로비츠 조약에 의해서 표면화된 오스만 제국의 쇠운은 18세기가 되자 유럽 열강, 특히 오스트리아와 러시아의 압력에 의해서 한층 심해진다. 18세기 초에 즉위한 아흐메트 3세(재위 1703 1730)의 치세 전기에는 러시아 및 오스트리아와 전쟁을 치렀다. 먼저 1710 1711년에는 북방 전쟁에 관련되어서 표트르 대제의 러시아와 싸웠고, 이어 오스트리아와 싸워서 1718년 파사로비츠 조약을 맺었다. 이 조약에 의해서 오스만 투르크는 헝가리의 나머지와 소(小)왈라키아, 북세르비아를 오스트리아에 빼앗겼다. 후반엔 평화가 계속되고 프랑스의 궁정 문화가 도입되어, 소위 ‘튤립 시대’라 불리는 화려한 태평시대를 맞았다. 그러나 1730년에 예니 체리의 반란이 일어나서 아흐메트 3세는 자리에서 쫓겨나고, 이후 술탄의 폐립이 반복되었다. 1736 1739년, 폴란드 계승전쟁에 관련되어 러시아와 오스트리아가 투르크에 침입해 왔으나, 프랑스의 지지를 얻어 격퇴시켰다. 그러나 18세기 후반 예카테리나 2세가 즉위하자 러시아의 남하 정책은 한층 강화되기에 이르렀다. 1768 1774년의 러시아·투르크 전쟁은 투르크의 패배로 끝나고, 1774년 쿠츄크 카이나르지 조약이 성립되었다. 이 조약은 러시아의 투르크에 대한 내정간섭의 길을 열어주는 계기가 되어 투르크의 국제적 지위를 저하시켰다. 이어 러시아는 크림 한국을 병합하였고, 1787 1791년의 전쟁에 의해서 도니에스트르 강까지 영토를 확장시켰다.

### 서아시아
사파비 왕조의 번영기가 지나자, 이란은 20세기까지 긴 쇠퇴의 시대로 들어갔다. 18세기는 페르시아 문학이나 문화에 있어서 가장 불모(不毛)의 시기였다. 사파비 왕조 제9대 왕 후세인(재위 1694 1722)은 재정 궁핍에 고민하여 농민에게 중세를 부과했기 때문에 불만이 고조하였다. 이 국정의 어지러움에 편승하여, 1722년 아프간족이 침입하여 이스파한을 빼앗고 1729년까지 이란을 지배했다. 재기를 꾀하는 사파비 왕조의 왕을 도와서 아프간족을 격퇴시킨 나디르 쿨리는 1736년 스스로 왕위에 올라 나디르 샤라 칭하고 아프샤르 왕조를 수립했다. 그는 아프가니스탄을 복종시켜 북인도에 침입하였고, 또한 중앙아시아의 보하라 한국과 히바 한국을 복속시켰다. 그러나 1747년에 그가 암살당하자, 이란은 또다시 분열상태에 빠졌다. 아프가니스탄에서는 아흐마드 샤 두라니가 자립하여 아프간족의 민족적 독립을 실현했다. 이란에서는 카림칸(汗)이 호라산을 제외한 전국을 통일하여 젠드 왕조를 창건하였다. 그러나 젠드 왕조의 지배는 반세기도 가지 못하였고, 1779년에 자립한 카자르 왕조가 18세기 말에 젠드 왕조와 아프샤르 왕조를 멸망시켜 이란의 새로운 지배자가 되었다. 또한 중앙 아시아에서는 18세기 초 우즈베크족에 의해서 코칸트 한국이 성립되었다.

### 인도
무굴 제국의 통일이 무너지고 있을 무렵 프랑스, 영국의 동인도회사 세력다툼이 전개되고 있었다. 프랑스는 당초 뒤플렉스 지도하에 우세하였는데, 클라이브의 활약으로 영국 세력이 회복되고 1757년의 플라시 전투 이후에는 영국의 주도권이 확립되었다. 동인도회사는 마드라스, 벵골 등에서 인도인 토후(土侯)로부터 지세 징수권을 획득하여 토후에 대한 지배권을 확대, 강화시켜 나갔다. 여기에 대해서 인도인은 마이소르 전쟁·마라타 전쟁·시크 전쟁 등의 반영(反英) 투쟁에 봉기했다. 그러나 하이데라바드나 마라타가 마이소르의 저항(抵抗) 진압에 협력하고, 마라타 제후(諸侯)의 세력싸움에 영국 세력을 이용하여 영국 세력의 신장(伸長)을 초래했다는 사실 등에서 볼 수 있듯이, 일관된 지도와 통일적 조직이 결여된 반영(反英) 투쟁은 봉건세력의 동요와 내분으로 각기 격파되어, 19세기 중반의 시크 교국(敎國)의 반항을 최후로 영국 세력이 인도 전국을 휩쓴다. 동인도회사는 무굴 황제와 제후로부터 징세권(徵稅權)을 획득하고 황제에게는 연금을 지급한다는 형식으로 지배지역을 확대해 나갔는데, 1774년 레귤레이팅법(法)에 의해서 본국의 회사 감독권이 강화되었고, 벵골의 지사(知事, Governor)는 총독(總督, Governor-General)이 되었다(초대는 헤이스팅스). 1793년의 영구지조(永久地租) 설정(→자민다르)은 1813년 동인도회사의 인도 무역 독점권의 폐지와 함께 농촌의 파괴, 영국 상품의 유입에 박차를 가했다.

### 동남아시아
18세기에 전성기를 맞은 청나라는 동아시아의 거의 전지역을 세력하에 두었을 뿐 아니라, 동남아시아 방면에도 많이 진출했다. 베트남에는 서산당의 난 때에 남정군(南征軍)을 보내고 그 후 바로 발족한 완(阮) 왕조를 베트남 국왕에 봉했으며, 시암의 차크리 왕조를 시암 국왕에 봉했다. 또한 미얀마의 알라웅파야 왕조 성립 때 출병하여 미얀마 국왕에 봉하여 각각 속국으로 만들었다. 이러한 나라들에 대한 청의 종주권이라고도 할 수 있는 것이 후에 복잡한 국제문제를 야기시키는데, 18세기에는 모든 것이 평화로웠다. 유럽 제국의 진출에 있어서는, 인도에서 영국에 패한 프랑스가 완 왕조의 통일을 원조하여, 후의 인도차이나 진출의 실마리를 겨우 열 정도였다. 그러나 네덜란드의 자바섬 정복은 착착 진행되어 18세기 말까지에는 자바 전체를 수중에 넣고, 동시에 네덜란드령 동인도의 성립 방향으로 나아가고 있었다.

### 북아시아
청은 네르친스크 조약 이래 헤이룽강(黑龍江) 유역 이남을 확보해 왔는데 다시 외몽골 방면에서도 이때까지 때때로 침입하여 청의 지배를 방해하고 있던 일리(Ili) 지방 준가르부(部)의 세력을 일소하고, 외몽골은 물론 일리 지방에서 신장(新疆)·티베트·칭하이(靑海) 방면에 이르기까지 거의 전부를 지배하게 됐다. 통치에 있어서는 회유책(懷柔策)을 취하여 그들의 자치에 위임함과 동시에 중앙의 이번원(理藩院)이 통괄하였다. 러시아는 청(靑)에게 헤이룽강 방면으로부터 쫓겨간 후 외몽골 방면으로 향했고, 새로이 캬흐타 조약을 맺어 이 방면에서도 양국 관계가 조정되었다. 또한 캄차카 방면에는 이미 17세기 말에 거기에 가 있었으나 수차례 탐험 조사에 의하여 이곳을 영유하고 베링 해협으로부터 알래스카 방면으로 진출하였다. 이와 같이 청은 국경을 확보하고 북아시아 진출을 과시하였으며, 러시아 또한 시베리아를 확보하고 동북에의 진출에서 큰 성과를 거두었다.

### 중국
청조(淸朝)는 1644년 베이징을 점령하여 명조(明朝)와 바뀌었고, 강희(康熙)·옹정(雍正)·건륭(乾隆) 3대(三代)의 잇단 외정(外征) 결과, 동북 지방에서 외몽골·신장(疆疆)·칭하이(靑海)·티베트에 이르는 넓은 판도를 지배하고 그 주변의 지역을 속국으로 하여 중국 사상 최대의 제국을 건설하였다. 또한 옹정제(雍正帝) 시기에는 지정은제(地丁銀制)의 시행으로 명조말 이래의 세역(稅役) 개혁을 일단 해결하여 국가 지배의 기간(基幹)인 세역제도를 안정시켰고, 일련의 지방 재정 개혁으로 국력의 충실을 초래하여 건륭 시대에는 청조 최성기를 이루었다. 이 명·청 이행기(移行期)의 역사적 의의는 단지 왕조의 교체로 그치는 것이 아니라 중국 사회 발전에 있어 하나의 중요한 획을 긋고 있다. 즉 명대 후반기 이후의 시비기술(施肥技術) 발달과 윤작품종(輪作品種)의 다양화, 특히 강남(江南)을 중심으로 하는 농촌 수공업의 광범한 상품 생산화 등으로 소농 경영의 상대적인 안정화를 기하여 소농 상호간의 지연적(遲延的) 결합과 공동체적 여러 관계의 강화를 찾아볼 수 있었다. 이것은 송대(宋代) 이래의 대토지 소유 양식까지도 변화시켜 지주층은 지방정치에 실질적으로 참여함으로써 그 지역에 있어서의 정치적 지배를 실현하고, 이것을 발판으로 하여 자주성과 지연적 결합을 강화하여 온 농민에의 지배를 유지하려 하였다. 명조(明朝)말부터 관료 혹은 예비군(豫備軍)으로서의 거인(擧人)과 생원층(生員層)은 향신(鄕紳)이라 불려 사회의 지배 신분을 형성하였는데, 이들의 의향을 무시하고서는 지방정치가 원활하게 행해질 수 없게 되어 버린 것은 이상과 같은 사태의 출현을 말해주는 것이었다. 청조(淸朝)의 중국 지배도 이러한 여러 조건 위에 세워져 있다. 지정은제(地丁銀制)에 의하여 세역부과 대상이 전토(田土)에 집중되어 명대(明代)의 이갑제(里甲制)에 대체하여 촌락이 세역 수취(收取)의 기초가 된 것은 소농 경영의 안정화와 향신층에 의한 대토지 소유의 진전에 대응한 것이며, 강희(康熙) 건륭(乾隆)의 중복된 외정(外征)으로, 고대로부터 중국으로서는 최대의 군사 위협이었던 북방 유목민족의 압력을 최종적으로 제거할 수 있었던 것도 이 시기에 있어서의 생산력 발전과 그것을 재정적으로 장악할 수 있었던 세역 개혁의 결과이다. 또한 선행(先行)한 요(遼)·금(金)·원(元) 등의 이민족(異民族) 왕조와 달리 과거제도가 관료 등용의 기본축으로서 유지되어, 중앙관청에 만한병용제(滿漢倂用制)가 채택된 것은 지배 신분으로서의 향신층의 사회적 지위가 확립된 것을 반영하고 있으며, 방대한 칙선서(勅選書) 편찬에 따라서 일어난 문자의 옥은 이러한 향신층을 청조 지배의 사회적 지주로 만드는 당근과 채찍의 정책이었는데, 동시에 만인(滿人) 황제가 스스로 한문 문집을 저작하거나 한 것은 향신층을 담당자로 하는 전통적인 중국 문화에 대한 굴복마저도 표시하는 것이다. 총괄적으로 건륭기(乾隆期)까지의 청조 지배하의 중국사회는 중국사상에 있어 봉건사회가 가장 성숙한 시기이며, 대외 무역을 거의 광둥(廣東)의 한 항구에 한정한 자족폐쇄적(自足閉鎖的) 체제 아래 동아시아에 대제국을 형성하였다고 말할 수 있다.

## 19세기
이 시기는 18세기의 4/4반기에 있었던 미국 독립 전쟁과 프랑스 혁명에서부터 시작하여 1848년 2월 혁명에 이르기까지 절대주의의 붕괴를 통하여 수립된 시민사회의 발전기에 해당한다. 프랑스 혁명과 미국 독립 전쟁은 둘 다 계몽사상이 낳은 시민혁명이다. 계몽사상에 인도된 시민혁명은 절대주의의 봉건적 지배와 예속이라는 형태의 경제외적 수취체제를 타파하여 사유(私有)의 절대성 원칙에 의하여 상품의 소유자가 서로 자유롭고 평등한 입장에서 상품을 교환하는 자본주의 경제체제를 확립한 동시에 귀족과 평민이라는 불합리한 신분제적 사회체제를 무너뜨리고 법 앞에서의 만민 평등과 개인 상호간의 자유 원칙이 지배하는 시민사회를 수립하였다.
이러한 시민사회에서 개인이 궁극적 책임을 지는 개인주의 철학을 바탕으로, 각 개인이 국민의 일원으로 정치에 참여하는 민주주의 정치질서가 이룩되었다. 요컨대 시민사회의 이념은 자유주의의 구현이었다. 시민혁명이 실현한 또 하나의 이념은 국민주의였다. 한 나라의 중앙집권제는 절대군주의 손으로 기초가 마련되어 있었으며, 신분제와 봉건제가 지배한 절대주의 사회에서는 개인과 개인과의 자유로운 교섭을 통한 국민의식이란 발현될 수 없었던 것인데, 이제 자유와 평등의 원칙이 실현된 시민사회에서는 그것이 자연스럽게 성취될 수 있었다. 근대 국민국가의 형태로 나타난 국민주의는 자유주의와 함께 시민사회의 2대 특성이 되었던 것이다.프랑스 혁명과 나폴레옹 전쟁이 종말을 고하였을 때 혁명의 재발을 막으려는 빈 체제가 자유주의와 민족주의를 탄압한 것은 당연한 일이었다. 그러나 혁명과 나폴레옹에 의하여 전 유럽에 이미 뿌려진 자유주의와 민족주의의 혁명사상은 반동체제의 탄압하에서도 좀처럼 죽지 않고 꾸준히 자라고 있었다. 1820년 전후에는 신대륙의 라틴아메리카 여러 나라가 에스파냐와 포르투갈의 낡은 식민지배에서 벗어나 독립을 달성하고 있었으며, 동남 유럽의 그리스도 오스만 제국의 오랜 속박에서 해방되는 독립운동이 성공을 거두었다. 더구나 1830년의 7월 혁명과 그 영향에 따른 벨기에의 독립은 빈 체제에 대한 직접적인 타격이었다.
이 반동시대의 사상적 경향을 대표한 것은 낭만주의이다. 프랑스 혁명을 인도한 계몽사상과 합리주의는 혁명의 실패와 더불어 후퇴하지 않을 수 없었다. 오랫동안의 혁명과 전쟁에 시달린 민중은 보편적·객관적 합리성을 주장하는 합리주의에서 고개를 돌리고 주관과 정서와 시를 동경하게 되었다. 이리하여 이성이나 법칙보다 감정을, 이지적 근대 정신보다 종교적 중세문화를, 도시보다 전원을, 개인보다 민족을 더 중시하게 되었다. 이 무정형(無定型)의 낭만주의는 반동시대 시민계급의 부동성(浮動性)을 반영한 사조였다. 그러나 18세기 후반 이래 영국을 중심으로 일어났던 산업혁명은 프랑스 혁명과 나폴레옹 전쟁의 혼란이 물러남과 더불어 대륙 여러 나라에도 힘차게 발전하여 사회의 급격한 변화를 초래하였다.
산업혁명은 노동조건의 변화와 광범한 노동자 계급을 형성하여 자본주의에 내재하는 노자(勞資) 대립의 해결을 요청하는 노동운동을 일으켰다. 영국의 차티스트 운동이 절정에 달했던 것도, 마르크스의 ‘공산당 선언’이 발표된 것도 2월혁명이 발발한 1848년이었다. 이렇게 19세기 중엽에 이르면 산업화에 따르는 현실문제에 직면하게 되면서 낭만주의는 지도성을 잃고 차츰 대두하는 현실주의에 자리를 양보하게 된다. 그러나 현실주의는 아직 본격적인 힘을 발휘할 단계에까지 이르지는 못하였다. 현실주의가 시대적 사조가 된 것은 과학이 생산기술에 직접 결합하는 19세기 후반에서이다. 19세기 중엽에 있어서는 과학이 아직 생산 기술에 직결되어 있지 않았고, 과학은 과학대로 독자적 영역에서 고립되어 있었다. 과학사상도 아직 운동이나 진화의 개념이 들어와 있지 않고 18세기적인 법칙적 과학사상에 머물러 있었다. 찰스 다윈의 종의 기원이 발표된 것은 1859년이었다.
과학과 생산기술의 결합이 아직 이루어지지 않았기 때문에 대량생산도 가능하지 않았고, 따라서 기업활동이 제국주의적 충격을 받기에 이르지 못하였으므로, 유럽 이외의 아시아·아프리카에서는 전통적·전근대적 사회질서에 머물러 있었다. 프랑스가 1830년에 북아프리카의 알제리를 점령하고, 영국이 중국에서 아편전쟁을 일으켰으나, 이러한 사건들은 제국주의적 성격의 것이라기보다 아직도 중상주의적 성격의 것이었다. 유럽에서 가까운 아프리카의 검은 대륙도 역사와 문화의 전통이 장구한 지중해 남안(南岸)의 회교 지역을 제외하고는 서구의 침략의 손길이 아직 닿지 않은 원시 대륙으로 방치되어 있었다.

### 유럽

#### 빈 체제
나폴레옹 전쟁을 처리하기 위하여 1814년의 파리 조약을 바탕으로 빈 회의가 개최되어 빈 체제가 성립되었다. 빈 체제는 2월 혁명으로 완전히 분쇄되기까지 약 30년 간에 걸쳐 전유럽을 지배하면서 각국의 국민에 의한 자유주의적·민주주의적, 나아가서는 민족주의적 요구를 계속 억압하였다.
한편 프랑스의 루이 18세의 후계자인 샤를 10세(찰스 10세)의 보수정치는 마침내 7월 혁명을 유발시켰다. 혁명은 벨기에로 비화하여 이탈리아, 폴란드에도 커다란 영향을 주었다. 혁명으로 7월 왕정이 세워졌으나 부르주아 상층의 입장을 대변하는 정권이었기 때문에 민주적 개혁은 일부에 국한되었다. 산업 부르주아지와 노동자는 7월 왕정에 대하여 불만이 컸으며, 특히 온갖 탄압을 받은 노동자는 부르주아 정권에 실망하여 민주주의적 요구와 함께 사회주의적 요구를 제기하기에 이르렀다.

#### 1848년의 유럽 혁명
빈 체제에 대한 자유주의와 전유럽적인 반항운동의 총결산이라고도 할 수 있는 것이 1848년의 유럽 혁명이다. 이 해는 기본적으로는 프랑스 혁명으로 달성된 자유·평등의 근대 시민 사상의 정착이고 둘째로 영국 산업혁명의 진전에 의한 자본주의 경제의 급속한 발전이며, 셋째로 노동자 계급의 성립에 의한 사회주의의 광범한 전개 등이 원인이 되어 새로운 시대가 찾아온 해였다. ‘광란의 해’ 1848년은 유럽 대부분의 지역을 혁명의 소용돌이 속으로 휘몰아 넣었고, 빈 보수 체제를 붕괴시켰다.
7월 왕정 시대에서 프랑스 산업 혁명은 급속도로 진전되어 신흥 부르주아지가 대두했으나 그들은 정치적 발언권은 갖지 못했다. 따라서 신흥 부르주아지는 선거법의 개혁을 요구하고 민주적 입헌정과 공화정을 갈망했다. 1847년에 성립된 기조 내각이 선거법 개정안을 부결했기 때문에 개혁파는 ‘개혁연회(改革宴會)’를 개최하여 전국적인 개혁운동을 전개했다. 1848년 2월 22일 파리에서의 전국 개혁연회에 대한 금지령은 혁명의 도화선이 되어 격렬한 시가전으로 확대되면서 2월 혁명이 촉발하였다. 2월 24일 왕이 퇴위하고 부르주아 공화파와 사회주의자에 의하여 임시 정부가 마련됨으로써 제2공화국이 성립되었다.

#### 발칸 문제
발칸반도는 15세기 이래 오스만 투르크 지배하에 있었으나, 쇠퇴에 따라 19세기 후반에는 슬라브계 여러 민족의 독립 운동이 치열해지는 동시에  유럽 열강의 대립이 얽혀 복잡한 국제 분쟁 문제를 낳았다. 우선 18세기 이래 남진 정책을 취해온 러시아가 크림 전쟁을 일으켜서 진출을 기도하였으나, 영국과 프랑스에 의하여 저지당함으로써 실패하였다. 그 후 발칸의 슬라브계 여러 민족은 단결하여 독립을 달성하려는 범슬라브주의 운동을 일으키고, 러시아는 그 맹주로서 발칸 진출을 꾀했다. 1870년대가 되어 각지에서 투르크에 대한 반란이 일어나 열국의 관심이 발칸에 쏠렸으나 1877년 러시아는 단독으로 러시아-튀르크 전쟁을 일으켜 투르크를 격파하고 산스테파노 조약을 체결, 유리한 지위를 얻었다. 그러나 러시아의 진출을 두려워한 영국, 오스트리아가 이에 반대하였으며, 오토 폰 비스마르크의 중재로 베를린 회의가 개최되어, 러시아의 야망은 재차 좌절됐다. 이후 발칸에서는 일단 안정이 확보되었으나, 열국의 대립은 여전히 계속되어 독립한 여러 나라들도 대국(大國)의 움직임에 좌우되어, ‘유럽의 화약고’라 불리어 제1차 세계 대전의 발화지가 되었다.

#### 이탈리아 통일
중세 이래 분열을 계속하던 이탈리아에서도 19세기에는 민족 통일의 움직임이 강해졌다. 1848년의 혁명에서 청년 이탈리아당은 자유로운 이탈리아 공화국 건설을 목표로 활약하였으며, 사르데냐의 왕인 카를 6세가 통일전쟁을 일으켰으나 오스트리아군에게 제압돼 실패했다. 이로부터 통일의 주도권은 사르데냐의 신왕인 비토리오 에마누엘레 2세 밑에서 재상이 된 카부르에게 옮겨졌다. 카부르는 산업을 육성하여 국력의 강화를 꾀하였고, 크림 전쟁에 출병하여 프랑스의 지지를 얻었다. 사르데냐는 1859년에 나폴레옹 3세의 후원을 얻어서 오스트리아와 싸워 롬바르디아를 획득하고 나아가서 중부 이탈리아를 병합하였다. 한편 청년 이탈리아당의 가리발디는 나폴리 왕국을 정복하여 사르데냐의 왕에게 헌상을 하였다. 이렇게 하여 1861년 비토리오 에마누엘레 2세를 초대 왕으로 하는 이탈리아 왕국이 성립되었다. 이어 1866년 프로이센과 오스트리아간의 전쟁을 계기로 베네치아를 병합하고, 1870년 프로이센과 프랑스간의 전쟁에 편승해서 교황령(敎皇領)을 점령함으로써 이탈리아 통일을 완성하였다.

#### 독일의 통일
1848년 자유와 통일을 목표로 하여 프랑크푸르트에서 개최된 국민의회가 내부의 대립과 반혁명파의 세력 회복으로 실패한 후 통일 주도권은 프로이센으로 넘어가 위로부터의 통일이 이루어졌다. 프로이센에서는 1861년 빌헬름 1세가 즉위하여 융커 출신의 비스마르크가 수상으로 기용되었다. 비스마르크는 오스트리아에 대항하며 노동운동을 통제하고 통일을 실현하기 위해 철혈정책(鐵血政策)을 강행하였으며, 의회를 무시하고 군비를 확장했다. 우선 1864년 오스트리아와 협력하여 덴마크와 싸워 실레스비히와 홀스타인을 탈취하였다. 이어서 1866년에는 이 2개 주의 처분을 둘러싸고 프로이센-오스트리아 전쟁을 일으켜서 오스트리아를 격파하고 다음해 프로이센을 중심으로 하는 북독일연맹을 성립시켰다. 통일의 실현을 위한 최후의 장애는 프랑스의 방해였으나 비스마르크는 프로이센-프랑스 전쟁으로 프랑스를 격파하여 남부 독일을 병합하고, 1871년 빌헬름 1세를 황제로 하는 독일 제국을 수립하였다.

### 미국
19세기 전반은 광대한 서부 지역이 미국에 병합되어 태평양 연안까지 달한 시기이다. 1803년 프랑스로부터의 루이지애나 구입과 1819년 에스파냐로부터의 플로리다 획득으로 영토는 순식간에 2배로 팽창하였다. 그러나 1830년부터 1840년에 걸쳐 더욱더 서쪽으로의 진출을 계속하였다. 특히 면화 재배의 중심이 멕시코만 연안 지역으로 이동됨에 따라 남부의 면화 플랜테이션은 텍사스에 새로운 토지를 찾게 되었으며, 재배자들은 이 지역에 노예를 투입했다. 멕시코는 이에 각종 제한을 가했기 때문에 1836년 이곳 주민이 텍사스 공화국을 수립했으나, 미국이 병합된 것은 1845년의 포크 대통령 시대였다. 1830년대는 이렇게 해서 서진(西進) 운동의 발판을 이루었다. 그래서 7월혁명 후 유럽으로부터의 이민 증가와 애팔래치아산맥 서쪽의 교통 발달, 미시시피강을 항해하는 기선의 출현 등으로 인하여 서부 개척이 더욱 촉진되었다. 영토 확장론자는 태평양 연안까지 미국의 영토를 확장하는 것은 당연한 숙명이라는 매니페스트 데스티니(Manifest Destiny) 사상을 낳게 하였다. 1848년의 멕시코 전쟁으로 미국은 캘리포니아·뉴멕시코를 획득했다. 이 전쟁중에 오리건령(領)도 북위 49도선을 경계로 미국 영토가 되었다. 캘리포니아에서는 사금이 발견되자 일확천금을 꿈꾸는 사람들의 골드 러시로 인구가 삽시간에 10만으로 불어났다. 이와 같은 금의 대량 산출은 미국의 자본주의 경제에 번영을 가져왔다. 한편 미국의 영토 확대는 남북 양지역의 대립을 격화시키는 결과를 가져왔다. 노예제 면화 플랜테이션은 끊임없이 새로운 토지가 필요하게 만들었고, 서부의 새 지역에 대한 노예제의 확대를 추구하는 결과가 되었다 이와 병행해서 북부의 공업발전은 서부에 시장을 확대시키고 새로운 자유주(自由州)를 창출시킴으로써 정치적·경제적 지배체제를 확립하려고 했다. 서부의 발전은 19세기 미국 자본주의와 민주주의의 발전에 중요한 역할을 수행하게 되었다.

### 오세아니아
오스트레일리아 식민지는 18세기 후반의 산업혁명에 의한 사회적 영향으로 격증된 범죄자의 유형식민지(流刑植民地)로서 발달하였다. 1793년에 비로소 자유이민(自由移民)이 보내져 형기 만료자(刑期滿了者)와의 사이에 복잡한 대립이 생겼다. 경제적으로는 19세기 초부터 군인 출신자에 의한 영리적 목양업(牧羊業)이 시작되었다. 1808년 본국으로부터 파견된 총독과 식민지 기업자와의 대립은 반란으로 나타났다. 그 후 총독 라클란 머쿼리 시대에는 부루 산맥 횡단도로가 완성되어 서부에의 진출이 용이해졌다. 형기 만료자와 자유이민을 동등하게 취급하는 문제로 자유이민 반대운동이 일어났다. 1827년 영국 정부는 전(全)오스트레일리아의 점유를 선언, 동남부의 스완강(江) 연안에 신식민지인 서(西)오스트레일리아와 1835 1837년에 세인트빈센트만(灣) 연안에 남(南)오스트레일리아 식민지가 건설되었다. 1851년 금광이 발견되기까지는 목양업을 중심으로 식민지가 급속히 확대되었다.

### 서아시아
19세기의 이란은 유럽 열강의 아시아 진출을 둘러싼 싸움 속에 휩쓸려, 카자르 왕조는 오직 쇠퇴일로를 걸었다. 영국은 인도의 경영을 위하여 일찍부터 이란 접근을 꾀하였지만 유럽에서 영국과 대립하고 있던 프랑스가 1807년 이란과 외교관계를 맺어 군사 사절단을 파견하였으므로, 새로이 교섭을 진행시켜 1814년 이란과의 사이에 조약을 성립시켰다. 이즈음 이란은 그루지야를 둘러싸고 러시아와 대립, 양국은 1804 1812년과 1826 1827년 교전(交戰)하였다. 그러나 두 번 모두 이란이 패퇴하여 1828년에는 굴욕적인 투르크만차이 조약을 맺지 않으면 안 되었다. 이 조약은 양국의 국경을 확정하고 통상상(通商上)의 규정을 정한 외에 러시아에 대해 치외법권을 인정한 것으로서, 치외법권은 그 후 1세기에 걸쳐 이란을 괴롭혔다. 러시아와 싸워 패한 이란은 러시아의 지지를 받아 아프가니스탄으로 진출하여 세력 회복을 꾀하였다. 그러나 이로 인하여 러시아의 세력이 신장하여 인도가 위협받을 것을 염려한 영국은 아프가니스탄을 완충지대(緩衝地帶)로 하기 위해 온갖 노력을 기울여서, 이란과 싸워 이를 격파하고 1857년 아프가니스탄의 독립을 승인하게 하였다. 투르크만차이 조약과 1830년 영국과의 직접 무역 재개에 의해 영국과 러시아 상품의 수입이 증대하자 그 영향을 받아 수공업자나 농민 가운데 몰락하는 사람들도 적지 않았다. 마침내 카자르 왕조의 정치에 대한 사회적 불만이 고조된 결과 1849 1852년 바브 교도(敎徒)의 반란을 야기시켰다. 이 반란이 진압된 후 이란의 중산 계급, 특히 상인층은 유럽의 자유주의 사상에 의거하여 카자르 왕조 전제로부터의 해방을 목표로 하기에 이르렀다.

### 중국
청조의 전성기라 불리는 강희(康熙)·옹정(雍正)·건륭(乾隆) 시대가 지나가자 청도 쇠퇴의 징조를 보이기 시작하였다. 건륭 말년에 관계(官界)는 부패가 극단에 달해 권신(權臣)들이 뇌물로 치부하여 가경제(嘉慶帝)로부터 사형에 처해진 사건은 전성기의 종말을 고하는 경종이기도 하였다. 관료는 주로 지주 출신이며, 갖가지 특권을 누려 대토지를 차지하고 ‘향신(鄕紳)：(不在 대토지 소유자)’으로서 지방에서도 권세를 떨쳤다. 한편 생산력이 미숙한 농촌에 화폐경제의 침투는 결과적으로 상인의 중간 착취를 촉진시켜 곤궁한 전호(佃戶)가 항조(抗租)를 하게 되면 중소지주도 항량(抗糧)하는 등 악순환을 낳아 서서히 사회 불안을 조장하였다. 청조 권력의 기반인 만주의 팔기병(八旗兵)은 태평천하에 젖어 화려한 도시생활만 누리다가 궁핍화한 나머지 종종 부채로 인하여 기지(旗地)를 양도하지 않으면 안 되었다. 이러한 상황하에서 18세기 말에 백련교의 난이 일어났으나 팔기로서는 진압할 능력이 없어 지방의 향용(鄕勇)의 힘을 빌려야 할 정도에 이르렀다. 이후 ‘반청(反淸)’ 폭동이 각지에서 빈발하여 청조의 지배는 흔들리게 되었다. 청은 대외적으로는 쇄국정책을 견지하여 광저우 항구를 창구로 하는 제한 무역을 행하고 있었으나, 18세기 말경부터 영국은 대(對)중국 무역을 적극적으로 시행, 1840년 아편전쟁을 일으키고, 이어 청으로 하여금 문호를 개방하게 하였다. 이어 청은 1856년 애로호 사건에서도 영국·프랑스에게 패배하고, 열강의 반식민지(半植民地)로서 굴욕적인 근대사가 시작되었다.

### 동남아시아
베트남에서는 1802년 완조(阮朝)가 성립되었다. 초대의 가륭제(嘉隆帝, 자론)는 중앙집권을 확립하고 공전제(公田制)를 시행하며, 또 영토상으로는 베트남 역사상 최대의 제국을 이룩하였다. 초기부터 프랑스의 세력이 강하게 들어와 그리스도교의 포교가 왕성하였다. 프랑스는 남(南)베트남을 직할식민지로 하고(1858), 이를 발판으로 하여 라오스·캄보디아로 진출, 프랑스령 인도차이나 연방(1900)을 형성하기에 이르렀다. 미얀마에서는 18세기 중반에 성립된 알라웅파야 왕조가 북부의 아바를 중심으로 타이 등에 적극적으로 진출하고 있었으나, 19세기 초에는 인도 지배를 확립한 영국이 이에 눈을 돌려, 1824, 1852년의 영·미얀마 전쟁을 통해 해안부(海岸部)를 병합하였다. 1885년의 세번째 전쟁에 의해 미얀마 전토가 병합되어 영국의 지배하에 들어갔다. 타이는 1782년 현(現) 방콕 왕조가 성립되었다. 19세기 중엽에 명군(名君) 라마 4세 몽쿠트왕(王), 5세 출라롱콘왕(王)이 왕위에 올라 적극적으로 근대화에 주력하였기 때문에 밀려드는 서구 열강의 압박을 받으면서도 소극적 독립을 유지할 수가 있었다. 말레이에서는 1786년 이래 영국이 페난섬을 근거로 말레이 반도에 진출하였으나 1824년 런던 조약에 따라 네덜란드와 조정하여 본격적 지배에 나섰고, 또 싱가포르를 중심으로 해협(海峽)식민지를 건설하였다.

## 세계 대전
이 시대는 제국주의가 세계 전체를 지배하에 두었고, 이에 따라서 제국주의의 모순이 격화되어 두 차례에 걸친 세계대전이 일어남과 동시에 사회주의운동이나 식민지 독립운동이 불붙는 시대였다. 열강 제국주의 상호간에 식민지 재분할을 둘러싸고 야기된 제국주의 전쟁에 있어서 최초의 현상으로 나타난 것은 러·일 전쟁이었다. 이 전쟁 이후 제국주의적 모순은 더욱 노골화하여 갔던 것이다. 러시아의 패전은 제1혁명을 초래하였다. 한편 이 시기에는 식민지 민중의 민족운동도 곳곳에서 전개되었다. 터키에서는 청년터키당의 케말 파샤가 국민당을 조직하여 혁명을 일으켰으며, 인도에서는 국민회의파를 중심으로 하는 반영운동(反英運動)이 급속도로 확대되었다. 중국에서도 1911년에 신해혁명이 일어났는데, 이러한 일련의 움직임은 세계 각지로 확대되어 이후 열강의 침략에 반대하는 민중의 움직임은 계속적으로 맞물리게 되었다. 또한 열강의 국내에서도 노동자나 인도주의자들이 반전운동(反戰運動)을 활발히 전개하였다. 이러한 움직임에 대해서 열강에서는 그 모순을 군사적 침략에서 구하기 위해 상호 군사동맹을 체결하는 등 대립을 심화시켜 갔다.
러·일 전쟁 후 성립된 3국 협상과 3국 동맹과의 대립은 ‘유럽의 화약고’라고 불리는 발칸 문제를 계기로 폭발하여 제1차 세계대전이 발발하였다. 1914년 7월 독일의 우세에서 시작된 제1차 세계 대전은 4년 반에 걸쳐 30여개 국가가 참가한 미증유의 큰 전쟁이었다. 이 전쟁은 그 기간의 장구함과 지역의 광범위함, 총력전이었다는 점으로 보아 지금까지의 전쟁과는 양상이 매우 다른 것이었다. 1917년 중립을 지켜오던 미국의 참전으로 전국(戰局)은 연합국에 결정적인 영향을 미쳤으며, 독일 국내의 혁명으로 인하여 결국 독일이 패배함으로써 대전은 종결되었다. 제1차 세계 대전은 세계의 역사를 크게 변모시켰다. 이 전쟁 후 세계 최초의 사회주의 혁명이 러시아에서 성공하게 되었다. 자본주의 사회를 부정하는 소비에트의 성립은 열강에 충격을 줌과 동시에 국내의 혁명운동, 식민지의 독립운동에도 직접·간접으로 여러 영향을 미쳤다. 한편 자본주의 제국의 세력관계에도 큰 변동이 일어나 독일·오스트리아가 패망하고 영국 대신 미국이 국제무대에서 지도적인 위치를 차지하기 시작하였다. 그리고 중국·인도 등 각지에서 국제분쟁, 식민지의 민족운동이 표면화되었다. 인도의 통일운동, 중국의 5·4 운동의 고양 등이 그러한 것이다.
이러한 각종 위기를 수습하기 위해 20년대에는 국제연맹을 중심으로 한 평화협조주의가 나타나 상대적인 안정기에 접어들기도 했다. 그러나 1929년부터 시작된 세계공황은 자본주의 제국에 심각한 타격을 주었다. 이리하여 영국·프랑스 등은 블록 경제를 실시하고 미국은 일종의 통제경제인 뉴딜 정책을 통해 공황에 대처해 나갔다. 그러나 국내시장이 좁고 식민지가 없으며 민주주의의 기틀이 약했던 일본·독일·이탈리아 등은 그 타개책을 군사적인 대외침략에서 구하고 민족이나 국가 앞에서는 개인의 자유도 희생될 수 있다는 전체주의적 이론 아래 파시즘 체제를 구축하였다. 이리하여 일본 제국주의는 만주사변을 일으켜 대(對)중국전쟁을 개시하는 한편 군부독재를 강화하였고, 독일에서는 나치즘 정권이 성립되었으며, 이탈리아는 에티오피아의 침략에 나섰다. 이에 1차대전 이후 베르사유 체제는 붕괴되어 세계는 전쟁의 커다란 물결 속에 휩쓸리게 되었다. 이 기간에 소비에트는 5개년 계획을 실시하여 사회주의 건설을 추진하고 있었다. 한편 파시즘 전쟁에 반대하는 민중이나 식민지측에도 조직화가 추진되었다. 프랑스·에스파냐에 있어서의 인민전선, 일본의 중국 침입에 대한 항일민족통일전선(國共合作)의 결성은 파시즘에 반대한 유력한 저항운동이었다.
이런 상황에서 파시즘측의 독일·이탈리아·일본은 영국·미국·프랑스의 유화정책에 편승하여 그들과 대립하기에 이르렀는데, 이로써 제2차 세계 대전이라는 전면적인 전쟁상태로 돌입하게 되었다. 독일·이탈리아 대(對) 영국·프랑스의 제국주의적 전쟁은 독·소전의 개시 이후에 파시즘 대 사회주의라는 성격을 더하였던 것이다. 이에 앞서 시작한 중일 전쟁과 태평양 전쟁의 발발로 인하여 전쟁은 세계적 규모로 확대되었으며, 전세계가 전쟁권 내에 들어가게 되었다. 최초로 전격적 승리를 거둔 파시즘 제국(諸國)도 42년 후반부터 연합국의 반격으로 패배하여 처음에는 이탈리아가, 다음으로는 독일이, 최후로 일본이 항복함으로써 제1차 세계대전 이상의 희생을 전세계의 민중에게 강요한 대전은 드디어 종막을 고하게 되었던 것이다. 전후에는 1·2차에 걸쳐 세계대전에 대한 반성의 기운이 일어나 드디어 1946년 국제연합의 성립을 보게 되었고, 아시아·아프리카 여러 민족이 자주독립을 쟁취하여 제3세력으로서 국제무대에서 발언권을 가지기 시작했다.

### 제1차 세계 대전

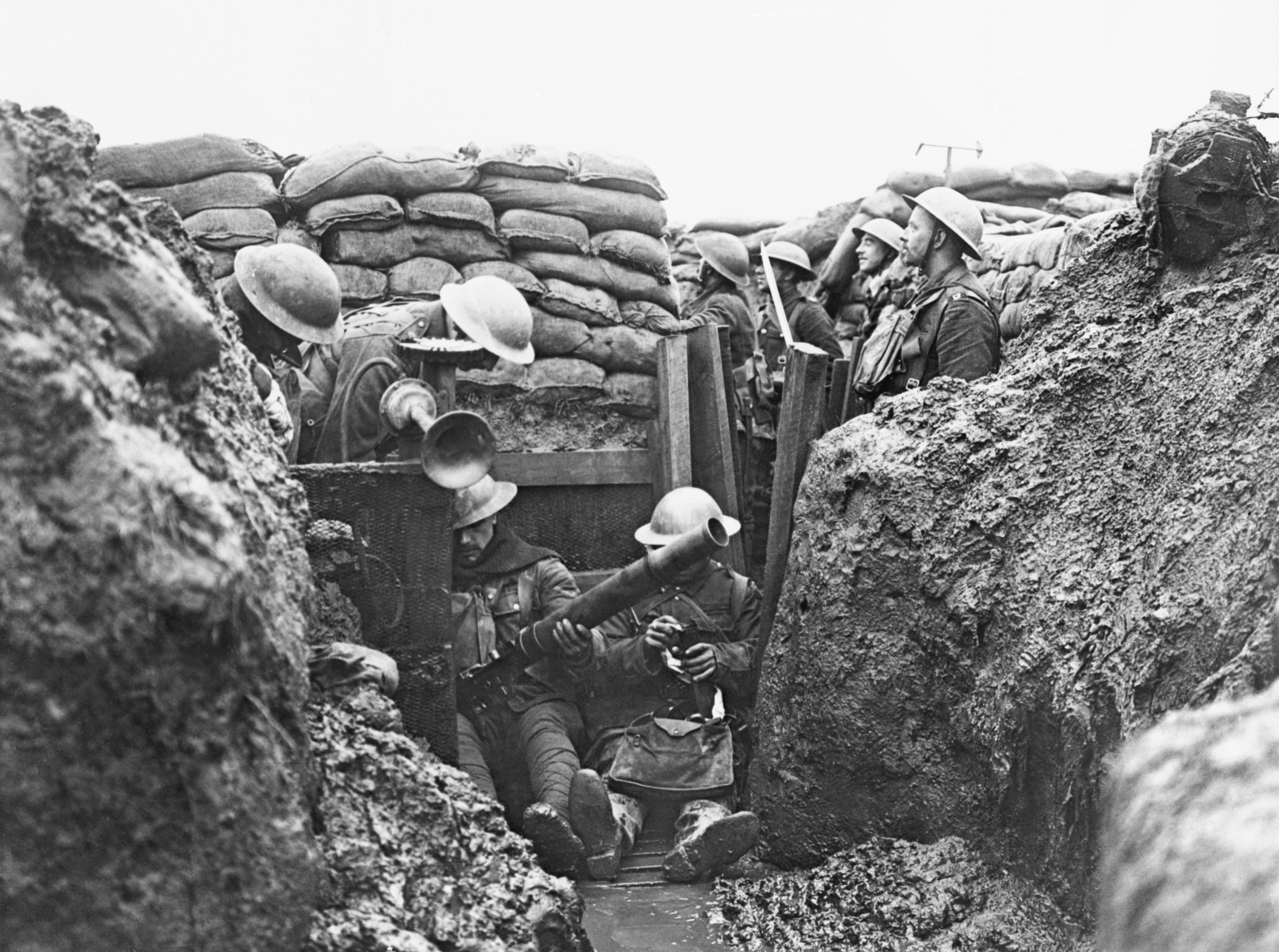
서부 전선에서는 참호와 모래 주머니가 기관총과 대포를 방어하기 위하여 사용되었다. 1914–1918

1914년 6월 세르비아 청년에 의한 오스트리아 황태자 부처의 암살 사건이 실마리가 되어 이 해 7월 말부터 8월 초까지의 1주간 사이에 이탈리아를 제외한 유럽의 강국들이 독일과 오스트리아를 중심으로 한 동맹국과 영국, 프랑스, 러시아의 협상국으로 나뉘어 전쟁 상태에 들어갔다. 이것은 개별적으로 볼 때 세계 정패(征覇)를 건 독일과 영국의 대립, 알자스 로렌 문제를 둘러싼 독일과 프랑스의 대립, 발칸반도에서의 러시아와 오스트리아의 민족주의적 대립, 발칸반도의 민족 문제 등이 제각기 직접 원인이라고 할 수 있으나 근본적으로 볼 때 자본주의가 제국주의의 단계로 들어간 19세기 말 이래의 유럽 여러 강국 사이에서는 여차하면 대전쟁으로 발전할 정세가 임박해 있었던 것이다.
독일은 동서로 러시아·프랑스와 대치하여, 두 정면 작전을 수행하지 않으면 안 되었다. 즉 그를 위한 계획――소위 슐리펜 플랜을 19세기 말 이래 연마해 오고 있었는데, 이 계획에 의하면 먼저 서부 전선에서 승리를 거둔 후, 병력을 동쪽으로 이동하여 러시아를 격파하려고 한 것이었다. 그런데 현실에서는 서부 전선에서 1914년 9월, 마른 강변의 싸움에서 프랑스·영국 연합군의 반격으로 좌절되고 동부 전선에서도 예상외로 빨랐던 러시아의 진출을 타넨베르크 전투에서 저지했으나 여기에서도 결정적인 승리를 획득할 수가 없었다. 이리하여 1914년 12월 이래 전투는, 서부에서는 스위스 국경에서 북부 프랑스를 거쳐 벨기에 해안에 이르는 전선, 동부에서는 발트해(海) 리가만(灣)에서 흑해로 거의 일직선으로 뻗은 전선에서 교착 상태에 들어갔고, 이외에 발칸 전선에 있어서도 전황을 좌우하는 해상전투는 없었다. 1917년 미국의 참전과 러시아혁명으로 전국(戰局)의 전환점을 맞이할 때까지, 서부 전선에서는 베르됭과 솜에서 쌍방이 각각 돌파하려고 시도했으나 어느쪽이나 다 실패로 돌아가고 대세에 변화가 없었다. 그 사이 1915년에 이탈리아가 협상국에 가담, 그 외에 휴전 전까지 30여 개국이 참전하여 전세계적 대전쟁으로 발전하였다.
전쟁은 1918년 11월, 전년의 러시아 혁명에 이어 계속되는 독일 혁명으로 종결되었다. 4년 반 동안의 전쟁에 동원된 병력은 6천만명, 사상자 3천3백만 명(사망자 9백만 명), 전비(戰備) 3천3백억 달러, 독가스·전차·비행기가 신무기로 등장하였다. 대전이 이제까지의 전쟁과 현저하게 성격을 달리하는 것은 애초부터 세계 전쟁이란 점에 있으나, 더욱이 참전국이 총력을 기울여 전쟁 수행에 임하지 않으면 안 되었던 일이었고 양쪽 제국주의 진영이 자기측에서 참전시키기 위하여 혹은 자기 진영에 머물러 두기 위하여 주고 받은 상호 모순된 다수의 비밀 조약이 체결된 것이다.

### 러시아 혁명
러시아에서는 1861년 농노해방으로 자본주의로의 길이 열리고, 1890년대에는 프랑스를 주로 한 다량의 외국 자본 유입으로 중공업이 급속도로 발달하고, 시베리아 철도도 기공되었다. 그러나 그 시대의 러시아는 값싼 원료와 노동력을 외국 자본에 제공하는 종속국에 가까운 지위로 떨어져 있었으며, 엄격한 전제정치 아래에서 국민의 생활은 조금도 향상되지 않았다. 이 일은 사회혁명 운동을 격화시켰으며, 나로드니키 운동이 실패한 후로는 무정부주의자의 테러가 빈발하여 사회불안이 높아지고 세기말에는 마르크스주의를 표방하는 사회민주노동당이 결성되었다. 대외적으로는 황제 정부가 국내의 불만을 전환하기 위해서도 한층 무모한 침략주의로 달리는 경향이 강해졌다. 전통적인 남진정책에 근거한 발칸 진출은 1878년 베를린 회의에 의하여 일시 저지되었으나, 그 후 동아시아·중앙아시아에 진출하여 영국과의 대립을 심화시켰다.
제1차 세계 대전이 장기화함에 따라 국민 생활의 혼란과 절망, 니콜라이 2세의 우유부단한 정치적 무능과 궁정(宮廷)의 부패상을 보고 1917년 3월, 민주주의 정당까지 포함한 민중이 봉기하여 니콜라이 2세를 폐위하고, 부르주아 민주주의 혁명을 달성했다. 그러나 새로운 임시 정부는 민중이 원하는 평화를 추구하지 않고 전쟁을 계속했다. 반면 이 혁명을 추진한 페트로그라드 노동자·병사들이 만든 소비에트는 각지에 파급되고 농민 소비에트도 성립되었다. 그러면서부터 소비에트 내에서는 농민에 기초를 둔 사회혁명당 멘셰비키가 지도권을 잡고, 볼셰비키 세력은 약해졌다.
망명에서 돌아온 레닌은 ‘4월 테제’로서 소비에트가 혁명의 주도권을 잡도록 호소하여 볼셰비키는 그 정책을 강력히 추진하고 7월에는 무장 시위 운동을 벌였으나 진압되었다. 9월에 접어들자 케렌스키 정권 아래서 코르닐로프 장군의 반혁명이 일어났다. 페트로그라드의 소비에트에 의해 만들어진 볼셰비키 지도하의 적위군(赤衛軍)이 이를 무찌르고 이 일이 있은 후부터 소비에트의 볼셰비키화가 진행되어 농민은 토지 문제 해결을 볼셰비키에게 기대하게 되었다. 이리하여 11월, 볼셰비키에 의한 권력 획득의 무장 봉기가 결행되어 11월 7일 소비에트 정권 수립이 선언되었다.

### 베르사유 체제
제1차 세계대전 후 연합국과 독일간에 맺어진 베르사유 조약의 결과로 성립된 전후의 국제 질서. 국제연맹의 설치, 각종 평화회의나 군축회의 개최 등 국제 협력의 정신도 많이 보였지만 조약 성립 당초부터 이미 얼마간의 문제점을 가지고 있었고, 그 결함이 결국 제2차 세계대전을 유발한 원인이 되었다고 생각된다. 즉 윌슨의 14개 조약에서는 ‘무병합(無倂合)·무배상(無賠償)’을 주장했으나 실제로는 영국·프랑스 등 전승국의 이익이 우선하여 패전국 독일 등에 전쟁 책임을 총체적으로 지워 국민의 불만을 사게 되었다. 1917년에 일어난 러시아 혁명의 유럽 파급을 두려워하여 대소련 방위 체제 성격도 띠었다. 1920년대에 들어와서 대소간섭 전쟁의 실패 후, 소비에트 연방의 승인, 도즈안, 영안에 기초를 둔 독일 경제 부흥의 전조(前兆)가 보인 것 등으로 일시적 안정을 맞이한 시기도 있었다. 1929년에 시작한 대공황에 의하여 블록 경제가 성립했고, 나치스가 대두할 무렵 일본의 대륙 침략 정책에도 영향을 입어 이 체제는 붕괴됐다.

### 대공황

대공황 당시의 실업자

1925년에는 세계 경제가 대전 전의 수준으로 회복되어 안정된 듯이 보였다. 그간 각 공업국의 생산력은 비약적으로 발전하고 또 농업국에서도 원료생산이 증대되고 있었다. 그러나 공업국에 관하여 본다면 유럽 여러 나라의 현저한 부흥, 미국의 약진과 동시에 일본 등 후진국의 발달이 두드러져 그 경쟁이 격화되어왔다. 농업에 있어서도 캐나다 등에서는 생산 증대를 보인 반면 체코와 유고에서는 부진하여 부흥도 극히 불균형하고 불안정한 것이었다.
이들 생산의 증대와 비교하여 국민의 구매력은 늘지 않고 러시아가 사회주의 국가로 되는데 따른 시장의 협소화(狹小化)에 수반하여 1928년에는 전체적으로 과잉 생산의 양상을 드러내기 시작하였다. 그리하여 1929년 가을, 번영을 자랑하는 미국에서 뉴욕의 주식 시세가 대폭락함으로써 공황이 시작되었다. 이 공황은 미국에 의존하고 있던 여러 나라에 파급되어 농업 공황을 수반하면서 전자본주의 국가에 영향을 끼쳐 드디어 세계공황으로 퍼졌다. 이르는 곳마다 물가폭락, 공장폐쇄, 임금인하, 해고, 금융의 악화 현상이 나타나서 생산은 45% 가까이 감소하고, 반대로 실업자는 증가하여 2천5백만에서 5천만 명에 이르렀다.
이 공황은 (1) 모든 형태, 가령 공업뿐만 아니라 농업, 은행, 신용 등의 공황을 수반한 것, (2) 그 힘은 강력하여 중소기업뿐만 아닌 강대한 독점기업도 파산시킨 점, (3) 그 기간은 길어서 공황이 끝날 때까지 4년이 걸렸다는 것, (4) 그 범위가 전자본주의 국가에 파급된 것 등으로 다른 공황과 구별되는 특색을 가졌으며, 세계 경제의 위기 바로 그것이었다. 이 위기를 타개하기 위하여 미국은 소위 뉴딜을, 영국 등은 폐쇄적인 블록 경제 정책을, 그리고 그들 선진국과 같은 여유가 없는 ‘갖지 못한 국가’ 일본·독일·이탈리아는 광폭한 전쟁과 파시즘으로 해결책을 구해 나갔다.

### 나치의 등장

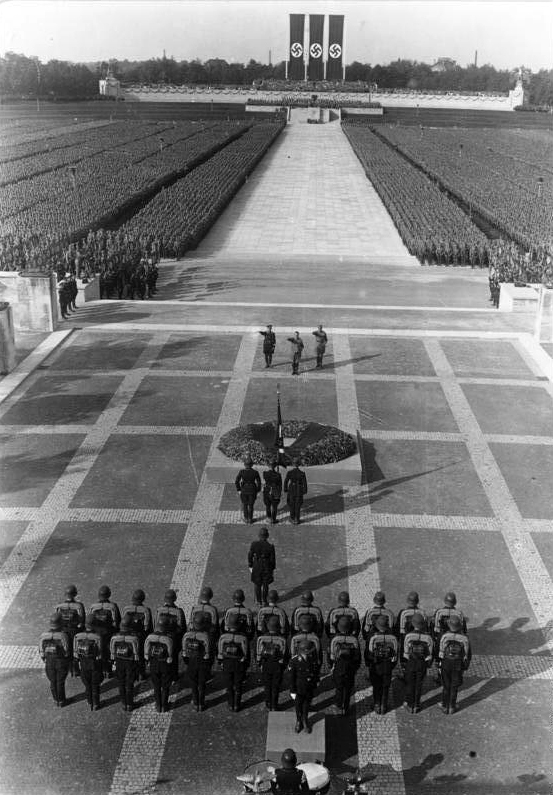
1939년 9월, 나치당 전당대회.

세계공황은 안정된 듯이 보이던 독일 경제를 뿌리째 파괴하였다. 실업자는 500만 명을 넘었고 심각한 사회불안이 독일을 덮어 민중은 바이마르 공화제에 대하여 절망하였다. 이러한 정세에서 대중은 개혁을 갈망하게 되고 공산당 세력이 증대되는 한편 히틀러가 영도하는 나치스가 대두했다. 나치스는 베르사유 조약의 반대라는 배타적 민족주의와 사회주의적 선전으로 모든 계층의 편을 드는 것처럼 가장하면서 뮌헨 쿠데타의 패배로부터 재흥하였다. 그들은 필연적으로 생기는 정책의 모순을 볼셰비즘과 유대인 탓으로 돌리고 동요하는 민중, 특히 대자본가나 공산주의에 다 같이 반감을 가진 중산계급의 불만에 편승하여 급속도로 성장하였다.
나치스는 1928년 12석에 불과했던 의회의 의석이 1932년에는 230석을 얻어 제1당으로 비약하였다. 그러나 동년 11월의 선거에서 의석이 줄고 그에 비례하여 공산당 세력은 증대하였다. 그리하여 혁명을 두려워하는 자본가와 군부는 나치스를 적극적으로 지원하여 드디어 히틀러 내각을 성립시켰다(1933). 더욱이 계속 잔존하는 반대 세력을 근절하기 위하여 1933년 총선거를 앞두고 국회 방화 사건을 일으키고 이것을 공산당의 탄압에 이용하여 결국 자유주의 정당과 노동조합을 해산하였다. 그렇게 하여 1934년 히틀러는 총통(總統)이라 칭하고 나치스의 독재를 확립하였다. 정권을 잡은 나치스는 베르사유 조약에 반으로써 여기에서 베르사유 체제가 붕괴되었다.
한편, 이탈리아는 대전 후의 동요 중에서 무솔리니의 파시스트당이 이미 1922년 이래 정권을 잡고 있었다. 그 지배의 확립을 위하여 선거법 개정, 노동조합과 다른 정당의 해산이 강행되었다. 반파시스트측도 마테오티와 같은 용감한 행동도 있었으나 전체적으로 반파시스트 운동은 그들 내부의 분열과 대립 때문에 효과적으로 대항하지 못하고 1927년에 파시스트 지배가 확립되었다. 그러나 공황은 이탈리아를 곤경으로 몰아넣어서 파시스트 정권은 그 활로를 군비확장과 침략에서 구하기 위해 1935년 에티오피아에 침입하였다. 독일·이탈리아 양 파시즘 국가는 그 후 급속히 접근하여 1936년 ‘베를린·로마 추축’을 형성하게 되었다.

### 제2차 세계 대전

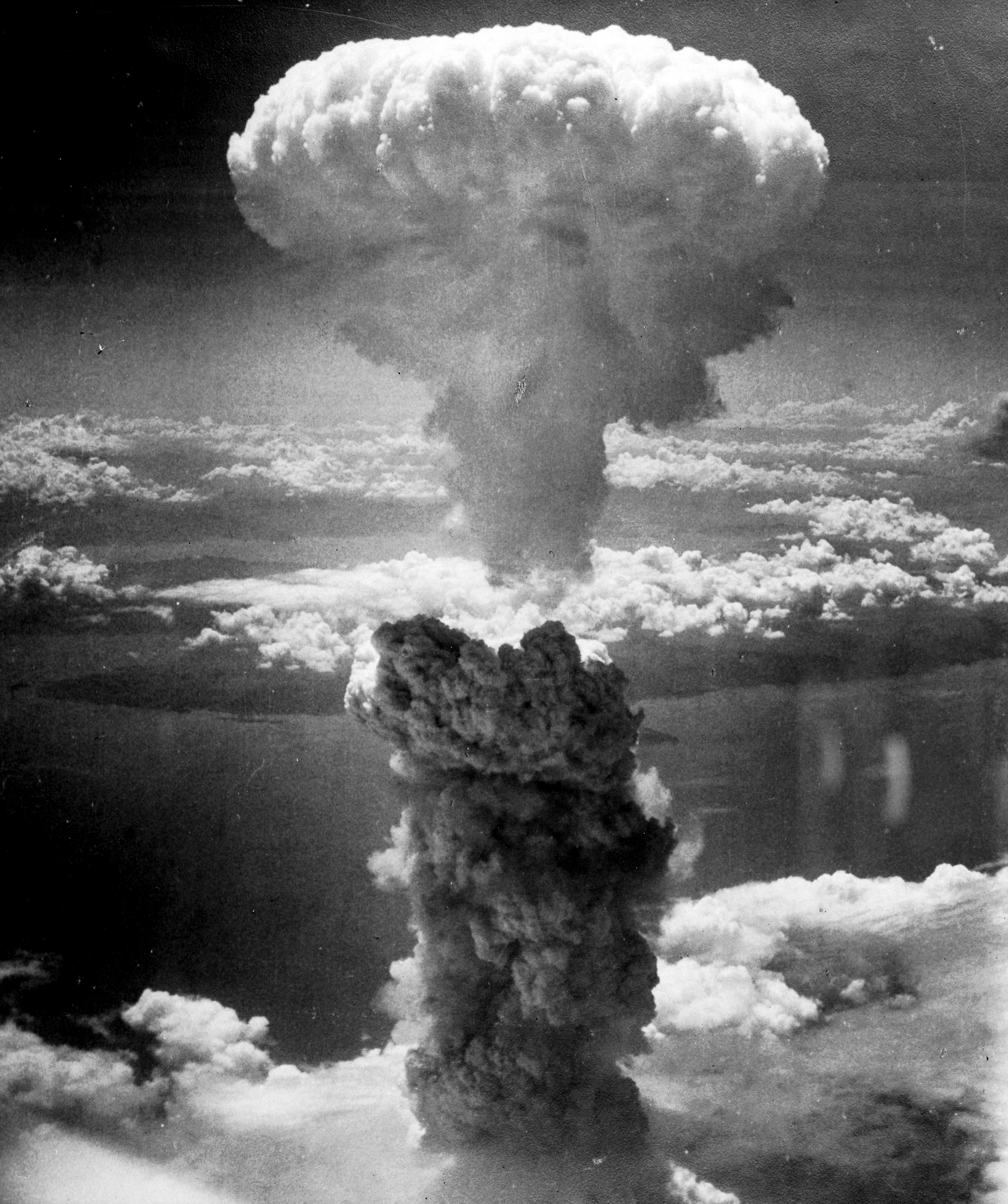
나가사키에 투하된 원자 폭탄, 팻맨. 히로시마와 나가사키에의 원자 폭탄 투하는 일본의 무조건 항복을 이끌어냈으며, 대전을 종결지었다. 대전 이후에는 냉전이라는 새로운 질서가 도래하였다.

일본의 만주 침략을 전사(前史)로 한 제2차 세계 대전의 초기에는 일본·독일·이탈리아의 추축국(樞軸國)이 압도적으로 우세하였다. 즉 1939년 9월 나치스 독일의 폴란드 침략으로 시작된 유럽 전선에서 독일군의 전격작전 아래 순식간에 유럽 대륙을 석권하였고, 이탈리아도 독일을 편들어 참전하였다. 조기 승리를 목표로 한 독일군은 영국 본토 상륙작전을 계획하여 1941년 6월에는 소련으로 침입했다. 한편 아시아 지배를 노리는 일본은 1941년 12월 미국을 기습(진주만 공격)하여 여기에서 전세계를 휩쓸어 넣는 대전쟁으로 발전하였다. 그러나 추축국측의 단기결전 계획은 영국 본토 상륙작전의 실패, 소련의 완강한 저항, 물량(物量)이 풍족한 미국의 참전으로 좌절되어 유럽에서는 1943년초의 스탈린그라드 공방전에서 소련군의 승리를 계기로 전국(戰國)이 점차로 연합국에 유리해졌다. 아시아에서도 강렬한 중국의 대일(對日)항전, 태평양에 있어서 미군의 반격 앞에 일본군의 후퇴는 어쩔 수 없는 것이었다. 1943년 이탈리아가 항복하고, 더욱이 유럽의 서쪽에서는 영국과 미국의, 동쪽에서는 소련군의 맹추격을 만나 1945년 4월 베를린이 함락되자 독일도 항복해 버렸다. 고립된 일본 또한 동년 8월 15일에 항복하여 드디어 미증유(未曾有)의 대전도 연합국측의 승리로 종결되었다.

## 같이 보기
- 고대
- 고대 후기
- 중세
- 근세
- 현대

## 참고 문헌
- 이 문서에는 다음커뮤니케이션(현 카카오)에서 GFDL 또는 CC-SA 라이선스로 배포한 글로벌 세계대백과사전의 내용을 기초로 작성된 글이 포함되어 있습니다.